# Soundkarte

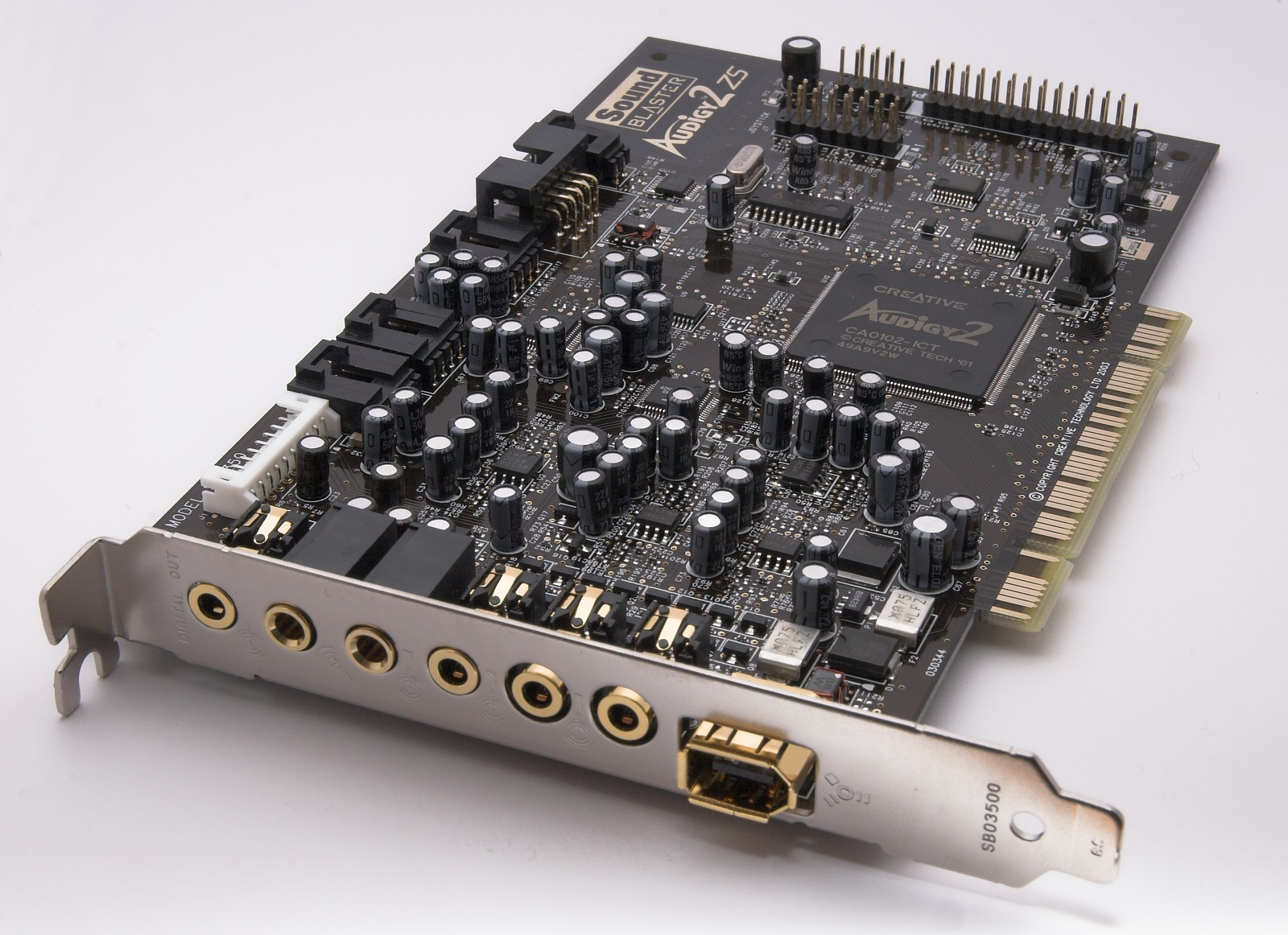
PCI-Soundkarte mit integrierter Firewire-Schnittstelle

Eine Soundkarte (englisch sound card, auch Audio-Interface; selten: Audiokarte, Tonkarte) ist eine optionale Komponente der Hardware eines Computers, die analoge und digitale Audiosignale verarbeitet. Ursprünglich bezog sich der Begriff auf eine Steckkarte, die mit dem Datenbus eines PCs verbunden wurde. Sogenannte Onboard-Audio-Chips werden heute auch zu den Soundkarten gezählt, da sie dieselbe Funktion haben.
Zu den Aufgaben einer Soundkarte gehört die Aufzeichnung, Erzeugung, Mischung, Bearbeitung und die Wiedergabe von Tonsignalen. Vereinzelt werden Soundkarten auch als Messgerät eingesetzt. Je nach Typ können analoge und digitale Tonquellen und -verarbeiter angeschlossen werden, bei professionellen Systemen auch Erweiterungskarten und Synchronisationsquellen. Der Anschluss an den PC erfolgt über den PCI- bzw. PCI-Express-Bus (bei älteren Soundkarten über den ISA-Bus) oder bei Notebooks auch über den PCMCIA- bzw. ExpressCard-Steckplatz. Externe Soundkarten werden über die USB-Schnittstelle, im professionellen Bereich auch über FireWire oder Thunderbolt, sowie MADI angeschlossen. Einige Soundkarten lagern das Anschlussfeld in ein Frontmodul (5,25″-Einschub, siehe Formfaktor) oder ein externes Gehäuse, die sogenannte Breakout Box, aus. Hallo
In den 2000er Jahren wandelte sich die typische Soundkarte im Zuge der fortschreitenden Elektronikintegration von einer Steckkarte zu einem auf die Hauptplatine integrierten Mikrochip (Onboard-Audio). Ein Beispiel ist im Chipsatz integriertes AC’97 oder HD Audio. Bei Benutzern, die einen erhöhten Anspruch an Klangqualität oder Rechenleistung haben oder umfangreichere Anschlussmöglichkeiten benötigen, sind jedoch dedizierte Steckkarten weiterhin in Gebrauch. Wenn die Karte einen eigenen DSP besitzt, wird dadurch auch die Belastung des Hauptprozessors gesenkt.

## Geschichte
Im Gegensatz zu Heimcomputern der 1980er-Jahre, die oft über eingebaute Sound-Chips verfügten, hatten PCs keine Musik- oder Klangfähigkeiten. Erste Soundkarten tauchten ab 1983 für den Apple II auf dem Markt auf (z. B. Mockingboard), waren aber noch Nischenprodukte, die nur von relativ wenigen Spielen unterstützt wurden. Es waren reine Synthesekarten, das Abspielen von Samples war wegen der kleinen Speicher jener Zeit noch nicht sinnvoll realisierbar. Im PC-Bereich wurden sie ab ca. 1989/90 populär, als sich mit den AdLib- und Sound-Blaster-Karten erstmals ein über den simplen Systemlautsprecher hinausgehender Standard entwickelte.
Holten die ersten Modelle noch die bereits Jahre zuvor im Heimcomputer-Bereich vollzogene Entwicklung im PC-Bereich nach, so gingen die klanglichen Fähigkeiten der PC-Soundkarten bereits mit Erscheinen der Roland LAPC-I, die allerdings auch etwa 1.000 DM kostete (nach heutiger Kaufkraft ca. 1.050 Euro), über die der Heimcomputer hinaus. Das war ein wesentlicher Faktor beim Zusammenbruch des Heimcomputer-Marktes und der Übernahme der Marktposition „Spielcomputer“ durch die vorher fast nur als Bürorechner dienenden PCs.
Bis rund um das Jahr 2000 hergestellte Soundkarten besitzen meist einen Gameport. Der Sound Blaster 1.0 von 1989 war als erstes mit einem solchen zusätzlichen Anschluss ausgestattet, der vorrangig für einen oder zwei analoge Joysticks gedacht war. Alternativ konnte der Gameport auch zum Anschluss externer MIDI-Geräte verwendet werden (MIDI-Port), obwohl er in den 1990er-Jahren vor allem als Gameport für Computerspiele genutzt wurde. Als ab ca. 1990 CD-ROM-Laufwerke für PCs aufkamen, wurden auch viele Soundkarten mit einem Anschluss für ein CD-ROM-Laufwerk ausgestattet. Da ein Standard fehlte, wurden anfangs proprietäre, herstellerspezifische Anschlüsse von Mitsumi, Panasonic oder Sony verwendet, teilweise auch der teurere SCSI-Anschluss. Von einer startfähigen CD-ROM konnte mit diesen Laufwerken jedoch nicht gebootet werden, da die Firmware (das BIOS) der PCs die unterschiedlichen Laufwerke nicht ansprechen konnte – die mitgelieferten Gerätetreiber funktionierten erst nach dem Betriebssystemstart. Ab 1997 etablierte sich mit ATA/ATAPI-4 eine herstellerunabhängige Schnittstelle, die die proprietären Anschlüsse schnell verdrängte. Auf späteren Hauptplatinen setzten sich zwei Plug-and-Play- und bootfähige ATA/IDE-Kanäle durch, sodass die zusätzlichen CD-ROM-Controller der Soundkarten für Kompatibilitätsprobleme sorgten, wenn sie nicht per Jumper deaktiviertbar waren, weil dadurch dieselbe Ressource, z. B. der zweite IDE-Kanal („secondary IDE“: IRQ 15, IO-base 0x170), von beiden Controllern belegt und somit blockiert wurde. Der ebenfalls vorhandene Anschluss zur analogen Übertragung von Audiosignalen vom CD-ROM-Laufwerk zur Soundkarte, der bei Onboard-Soundchips auf der Hauptplatine ebenfalls zu finden ist, hat sich hingegen erhalten.
Die Anfang der 1990er erschienene PC-Soundkarte Gravis Ultrasound bot Hardware-Mixing mit bis zu 32 Hardwareausgabekanälen und Panning an, konnte sich jedoch nicht (außer in der Demoszene, den Musikern bspw. bei Trackern) im Markt durchsetzen. Dies einerseits, da sie nicht vollständig kompatibel zu den vorherrschenden Soundkarten war, und auch weil sich mit wachsender Rechenleistung das günstigere Software-Mixing der Sound-Blaster-Karten durchsetzte. Hardware-Mixer sind seitdem im Heimanwender-Multimedia-Segment langsam unüblich geworden. Seitdem ist eine immer stärker werdende Abspaltung und Abgrenzung der Marktsegmente zu beobachten.
Waren zuerst die meisten Soundkarten mehr oder weniger direkte Nachbauten einiger weniger verbreiteter Modelle, so änderte sich das nach der Einführung von Windows 95. Da Windows-basierte Spiele nicht mehr direkt die Hardware der Soundkarte ansprechen mussten, wie zuvor die DOS-basierten PC-Spiele, sondern das über normierte Gerätetreiber geschah, waren dem Hardwareaufbau der Karten kaum noch Grenzen gesetzt.
Es gibt wesentlich mehr unterschiedliche Soundkarten als Sound-Chipsätze am Markt. Viele hochwertige Soundkarten von unterschiedlichen Herstellern benutzen zum Beispiel den Codec-Chipsatz envy24, der seit Ende der 1990er Jahre weitgehend unverändert hergestellt wird, und eine breite Palette an Konzepten ermöglicht (die Variante 1712 besitzt sogar einen 36-Bit-Hardwaremixer für professionelle Studiolösungen)
Seit ca. dem Jahr 2000 wurden die grundlegenden Audiofunktionen in den meisten Hauptplatinen integriert, so dass gesonderte (dedizierte) Soundkarten nur noch bei höheren Ansprüchen an Qualität bzw. Funktionalität verwendet wurden. Inzwischen werden sogar HD-Audiocodecs – wie z. B. der ALC888 und der ALC889 des IC-Herstellers Realtek – für die sogenannten „Onboard-Sound“-Lösungen verwendet. Wenn man von Creatives X-Fi-Serie und ein paar wenigen anderen Modellen weiterer Hersteller absieht, dann sind diese Chips viel leistungsfähiger als die meisten altbekannten Soundkarten und vor allem als ältere Soundcodecs der AdLib- und Sound-Blaster-16-Ära. Den Schwachpunkt bei der Tonausgabe am Computer (insbesondere bei Mobilgeräten) stellen heute eher die Verstärker und Lautsprecher dar.
Computer werden zunehmend auch für professionelle Musikproduktionen eingesetzt. Rechenleistung und Arbeitsspeicher genügen seit Beginn der 1990er Jahre für die Signalverarbeitung in vergleichsweise billigen Computern. Die Kombination aus PC und hochwertiger Soundkarte bzw. -chipsatz hat seitdem die vorher üblichen spezialisierten Geräte für Aufnahme, Schnitt und Bearbeitung von Tonmaterial im Studio weitgehend verdrängt. Um eine der Studioproduktion angemessene Signalqualität zu erzielen, werden oft sogenannte Audio-Interfaces verwendet, die nicht direkt in den Computer eingebaut sind. Sie werden meist über ein FireWire- oder USB-Kabel oder über eine spezielle digitale-Interface-Karte mit Breakout-Kabel an den Rechner angeschlossen. Durch die Entkopplung der Audiosignale vom restlichen PC und dessen Störsignale sowie weiteren technischen Maßnahmen wird eine Tonqualität erreicht, die auch professionellen Ansprüchen gerecht wird. Für Musikproduktion eignen sich sowohl IBM-PC-kompatible als auch Macintosh-Computer. Letztere galten aufgrund des flexibleren Interruptsystems der Motorola-CPUs anfangs als für Audioverarbeitung besser geeignet. Für den professionellen Einsatz gedachte Audio-Karten lassen sich meist sowohl mit Macs als auch mit PCs verwenden.
Die Hersteller bieten sowohl für einfache als auch professionelle Soundkarten Treibersoftware für die Betriebssysteme Windows und macOS (ursprünglich unter dem Namen „Mac OS X“) an. Freie Projekte entwickeln Treiber, mit denen sich mittlerweile viele professionelle und die meisten einfachen Soundkarten auch mit Linux nutzen lassen, wobei in einigen Fällen nicht alle Funktionen der Soundkarte genutzt werden können.

### Beispiele

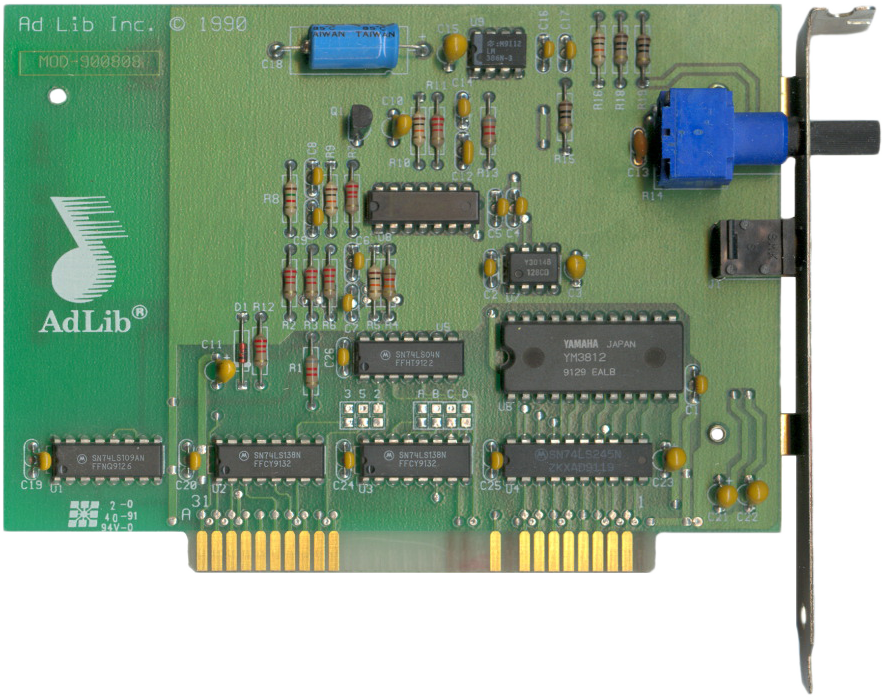
1987: AdLib-Soundkarte, Consumer Karte (XT-Bus)
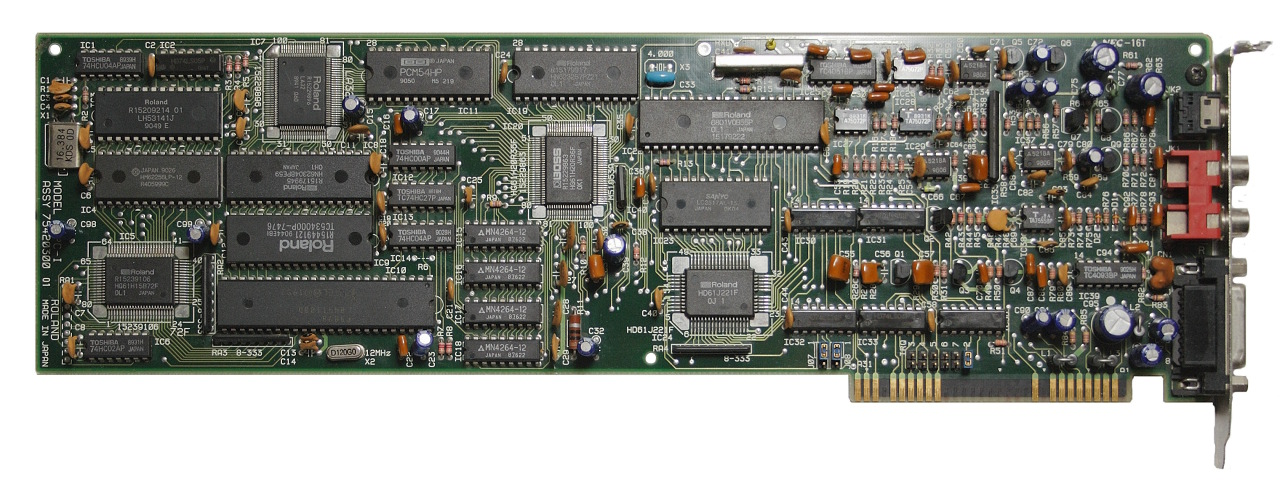
1989: Roland LAPC-I-Soundkarte (XT-Bus) für professionelle Anwender
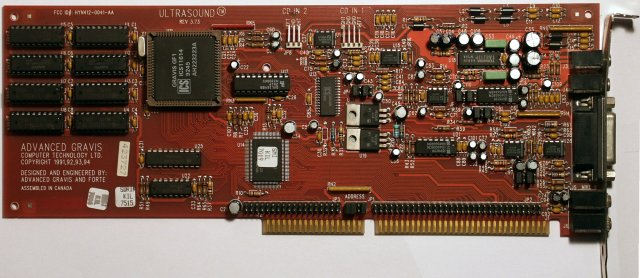
1991: Gravis Ultrasound (in typisch roter Farbe) mit dem GF1-Chip für Hardware-Mixing (ISA-Bus)
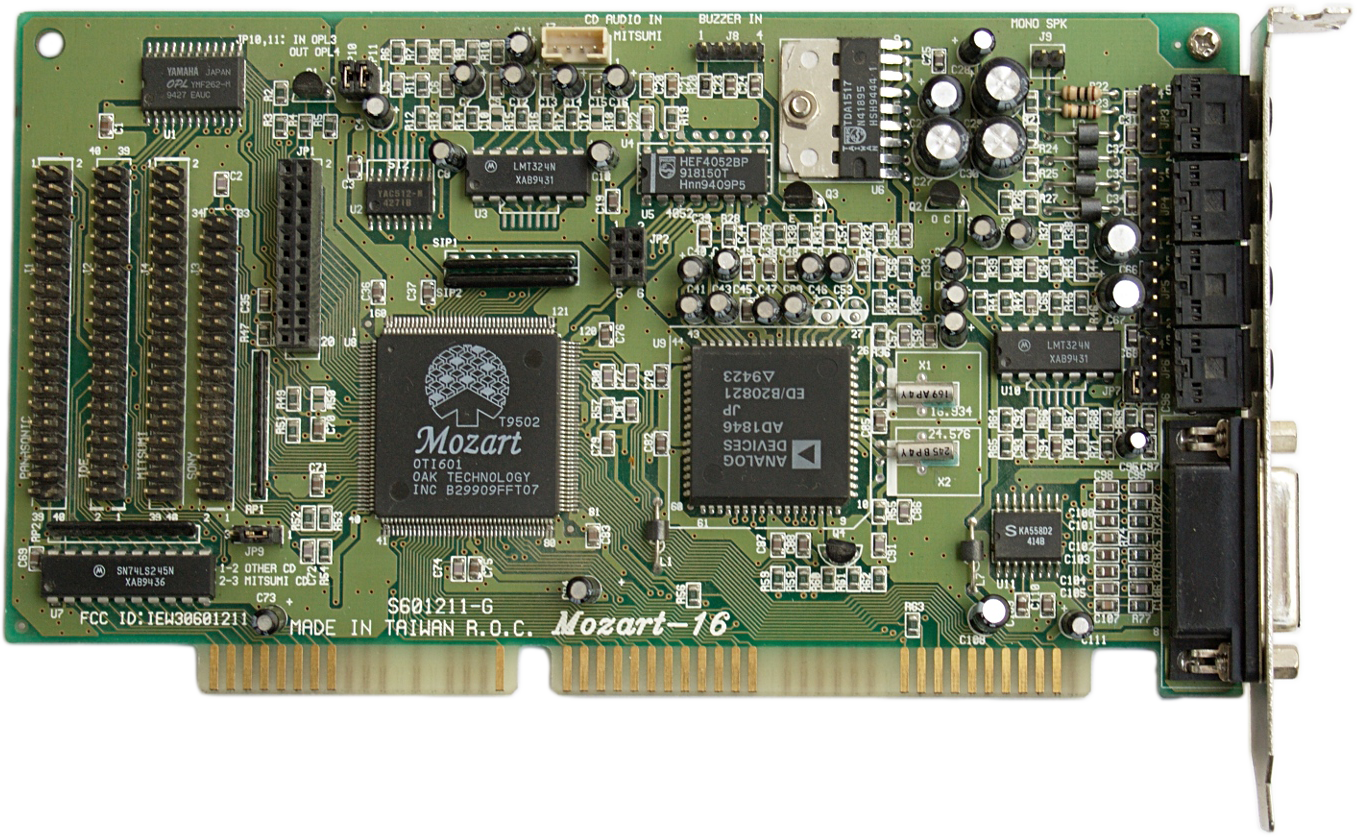
Anfang 1990er: Oak Mozart-16-Soundkarte, eine der zahlreichen Sound-Blaster-kompatiblen Klon-Karten (ISA-Bus)
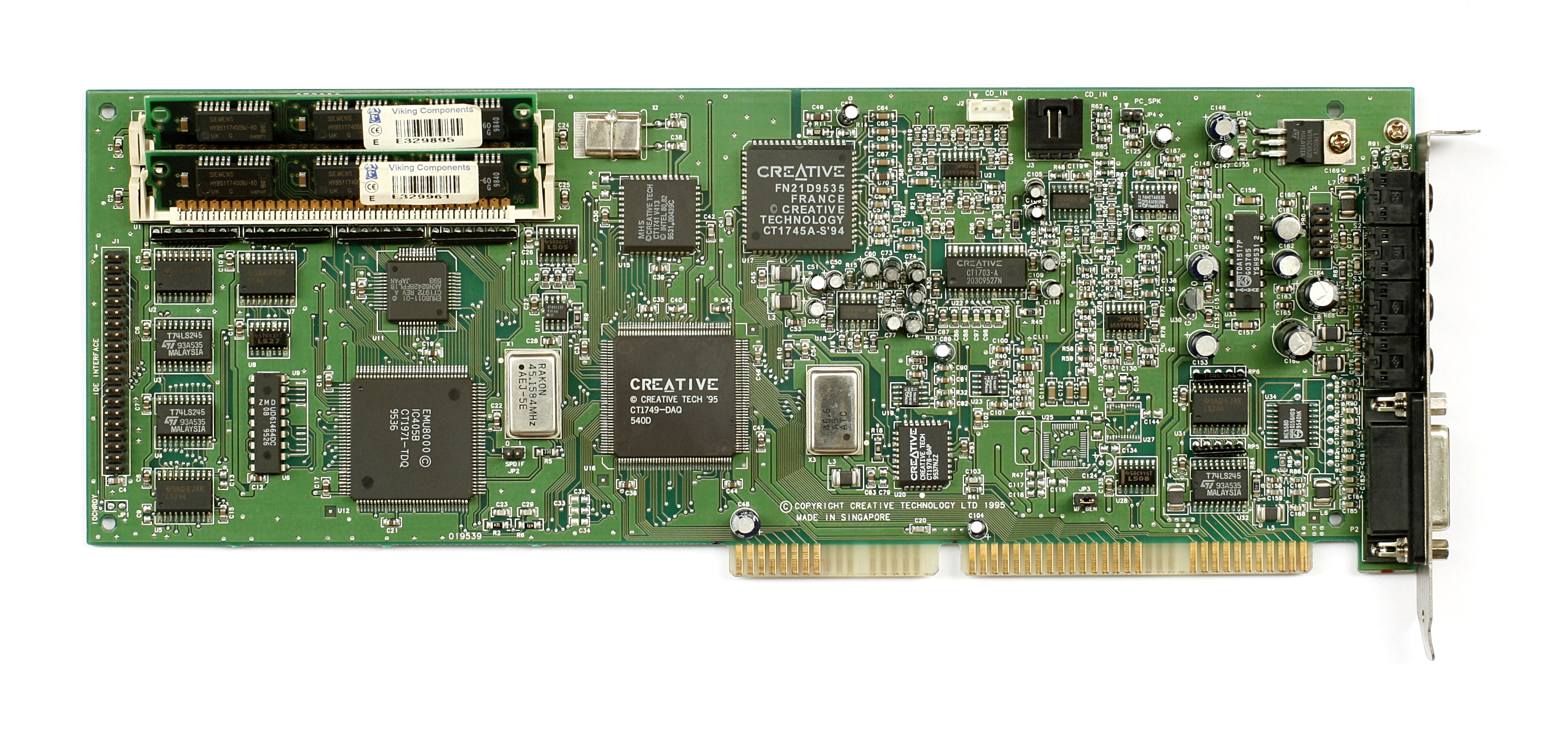
1994: Sound-Blaster AWE32 PnP (ISA-PnP-Soundkarte)
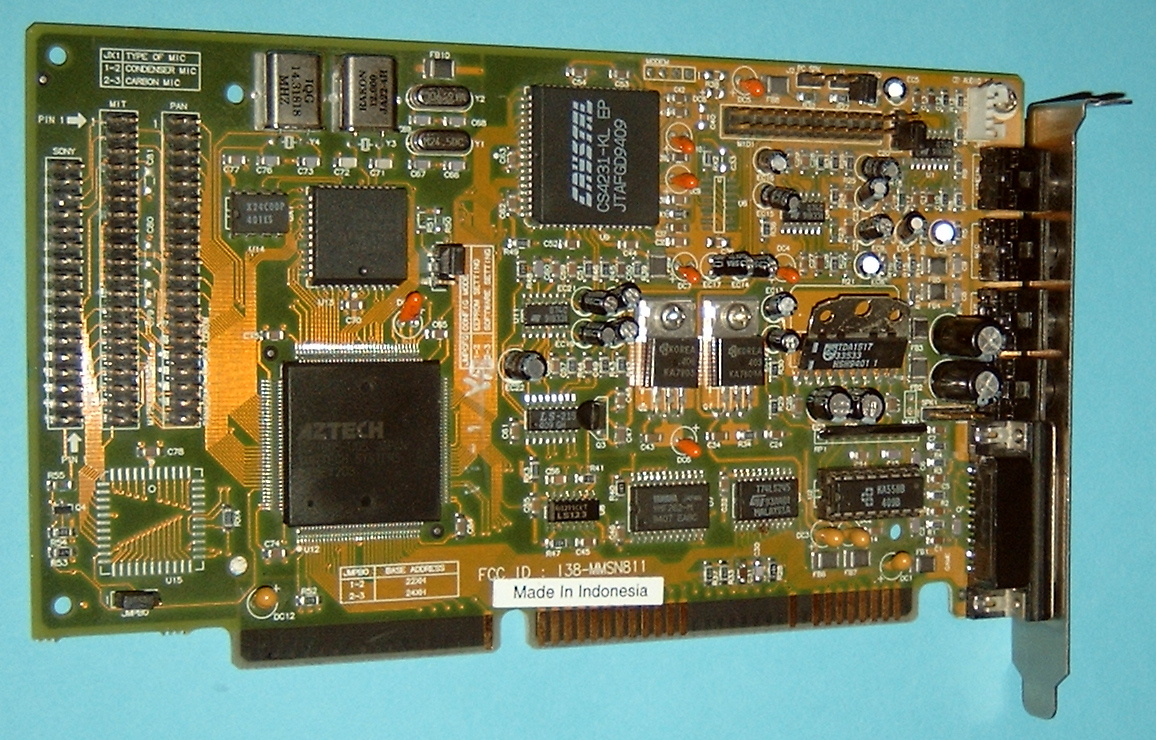
1994: Creative Sound-Blaster-Legacy-ISA-Soundkarte mit Anschlüssen für proprietäre CD-ROM-Laufwerke
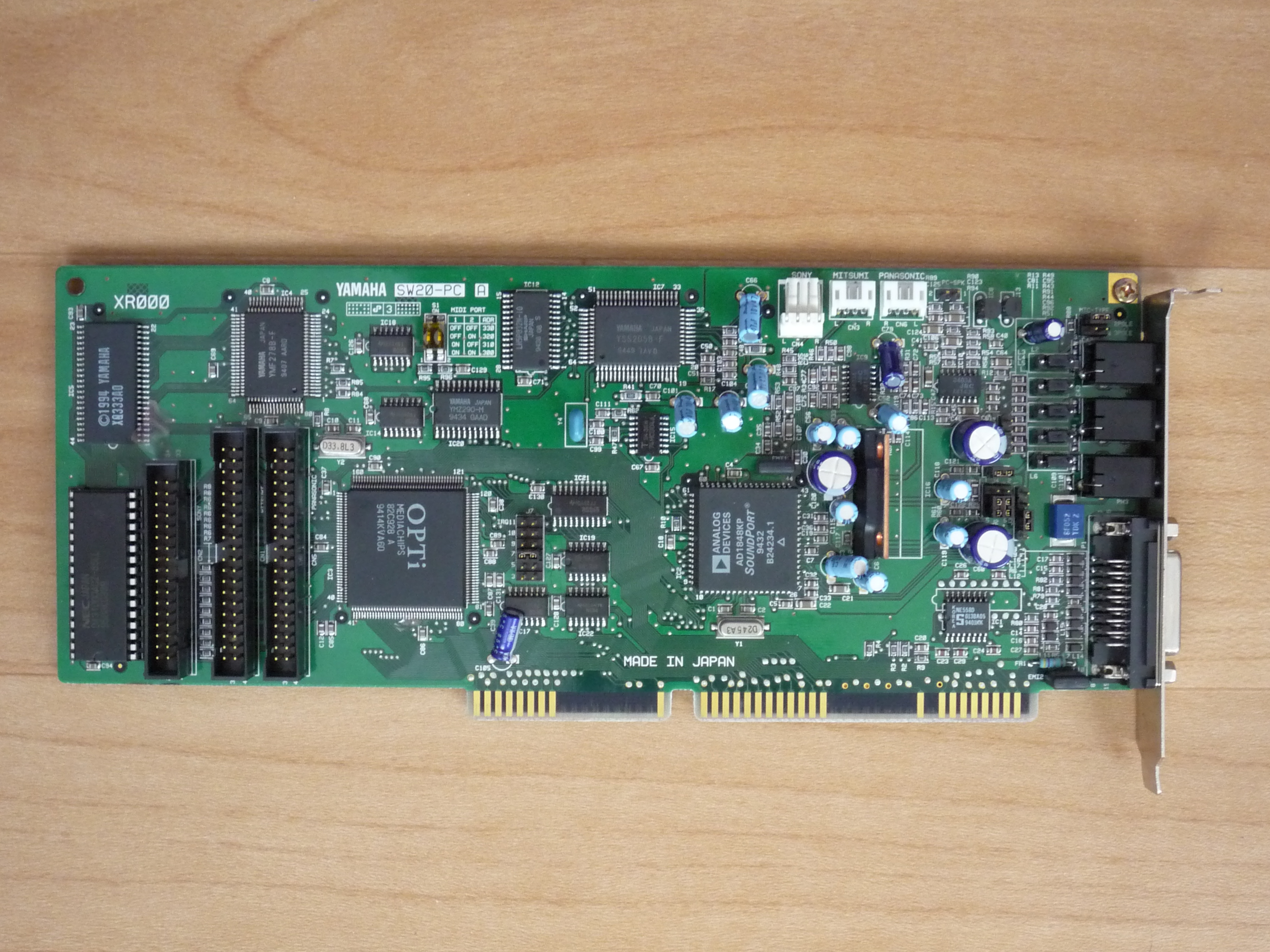
1995: Yamaha Sound Edge SW20 PC (ISA-PnP)
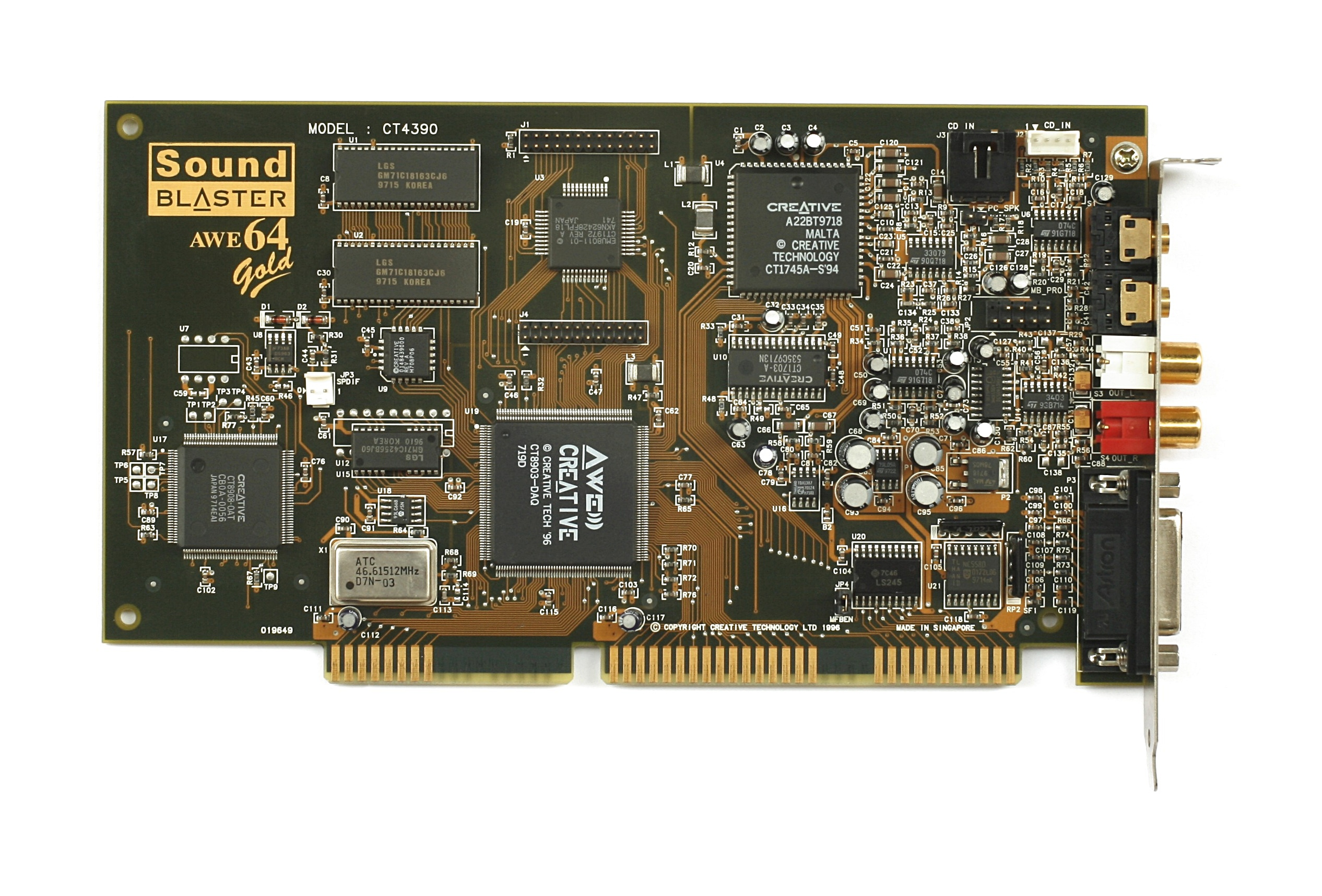
1996: ISA-PnP-Soundkarte mit FM-Synthesizer und Wave-table Synthese
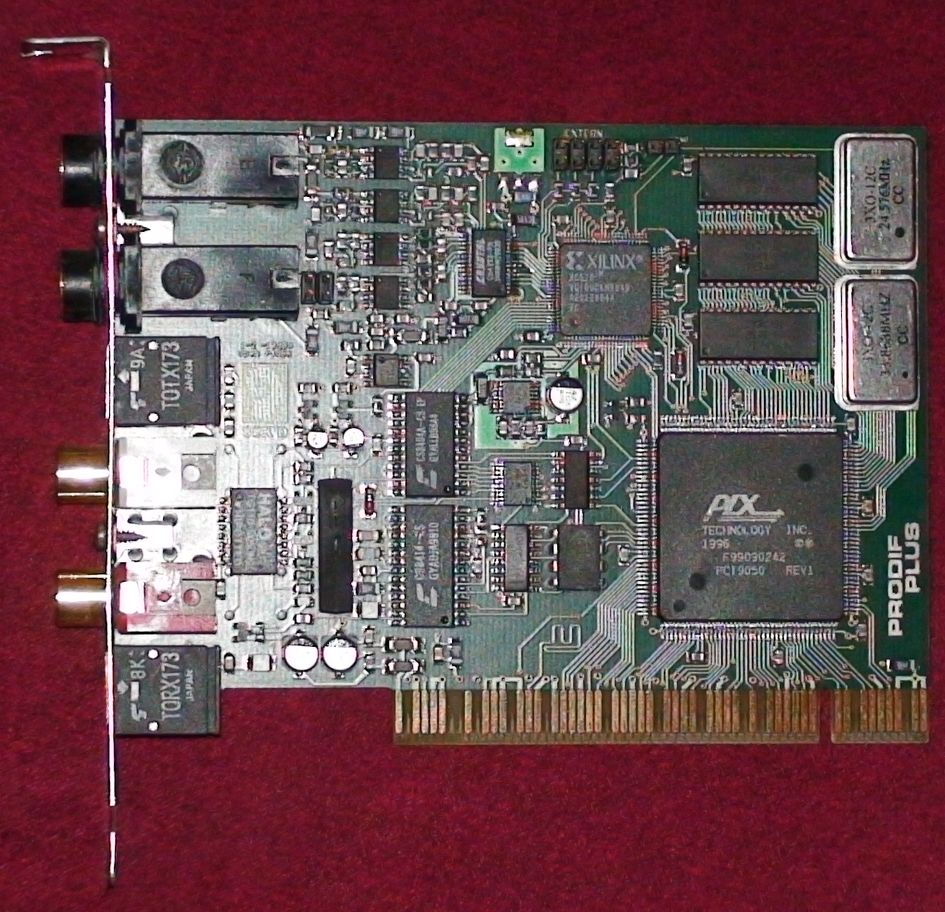
1996: SEK’D Prodif-Plus-PCI-Soundkarte mit professionellen Interfaces
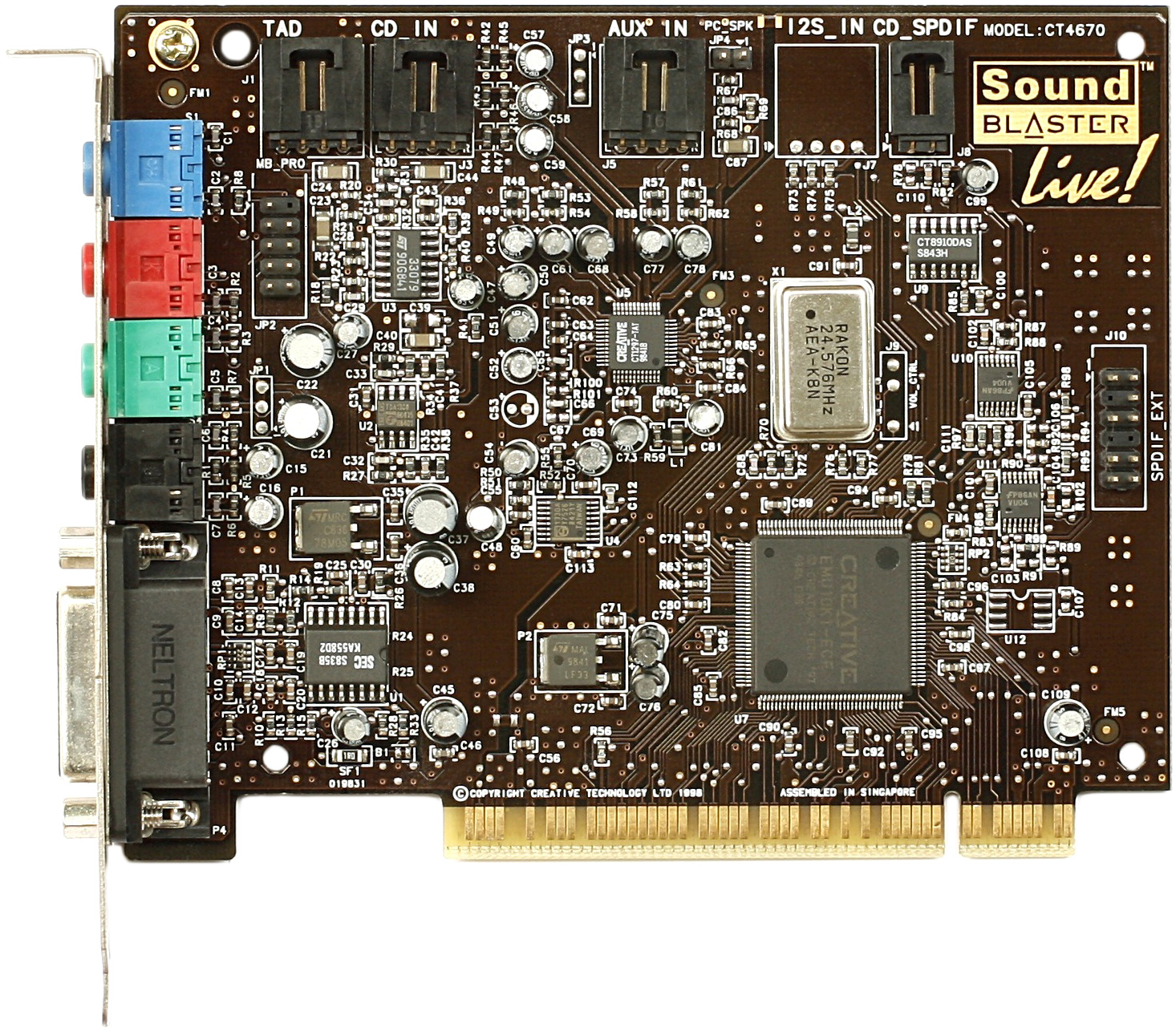
1999: Sound-Blaster-Live-PCI-Soundkarte, einfache Ausführung
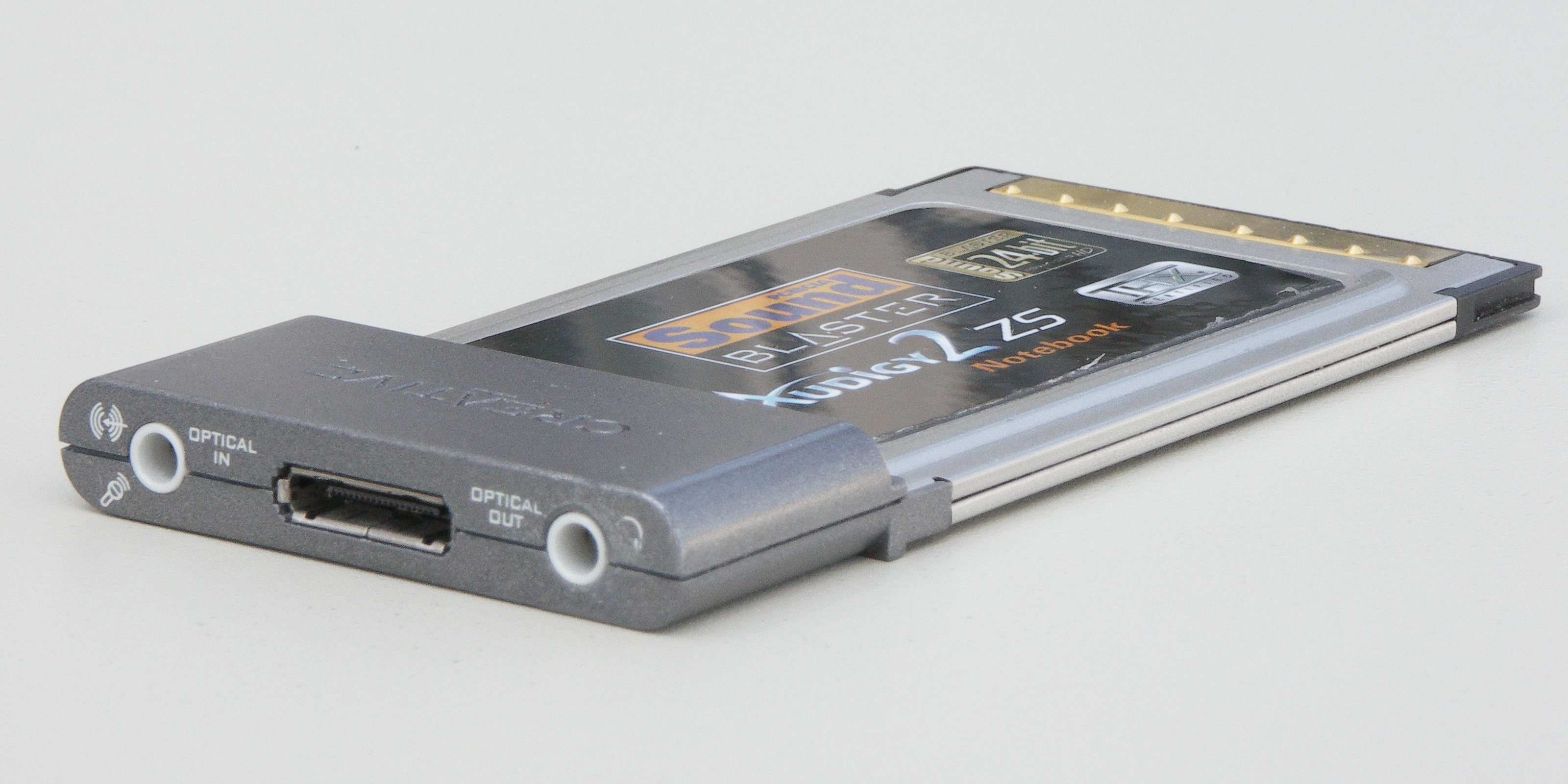
2003: CardBus-Soundkarte für Notebooks
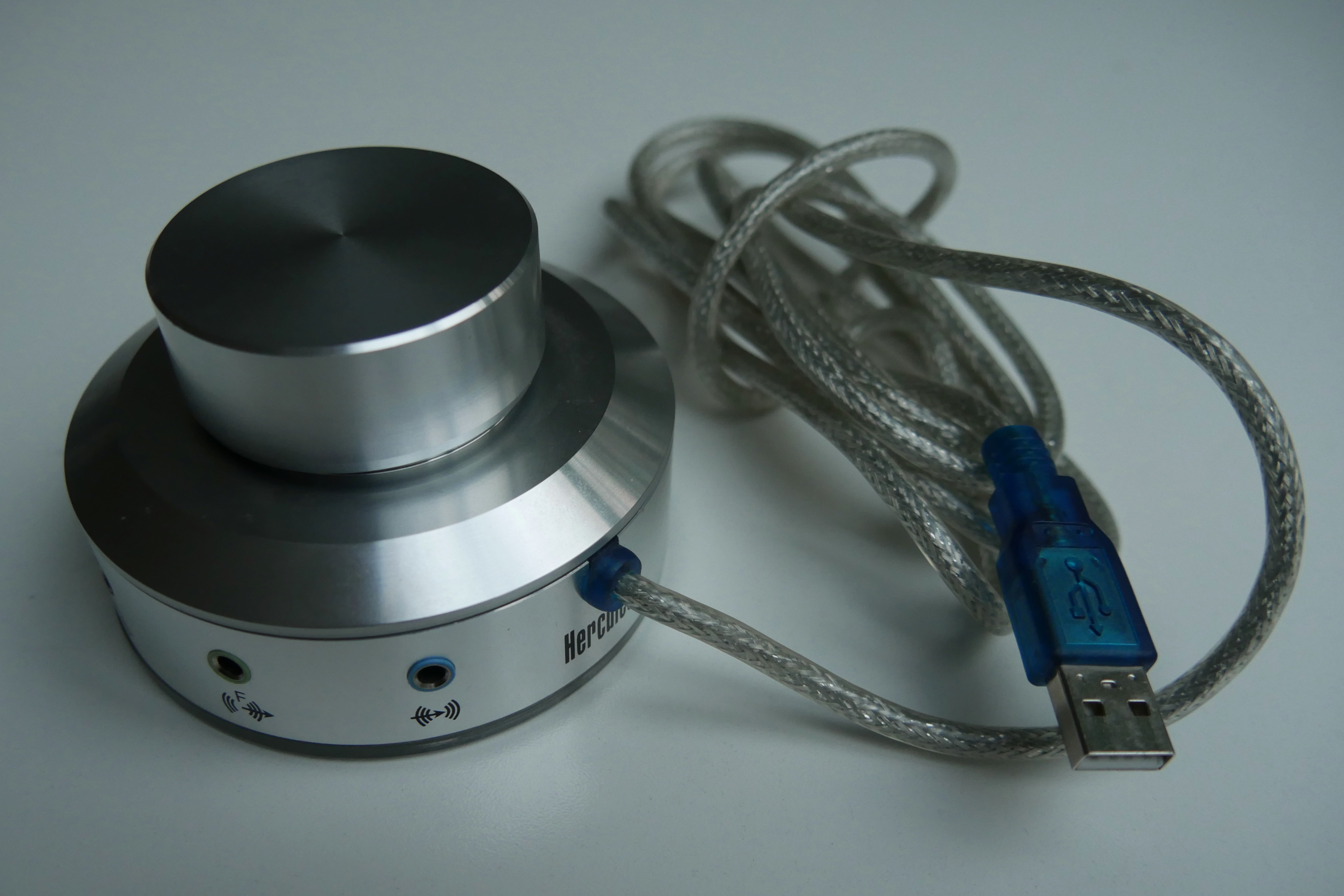
2003: Hercules Gamesurround Muse Pocket (externes USB-Gerät)
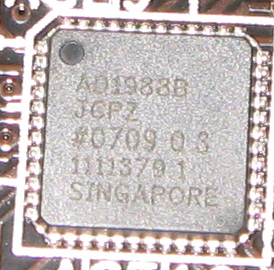
2004: HD-Audio-Soundchip für OnBoard-Lösungen
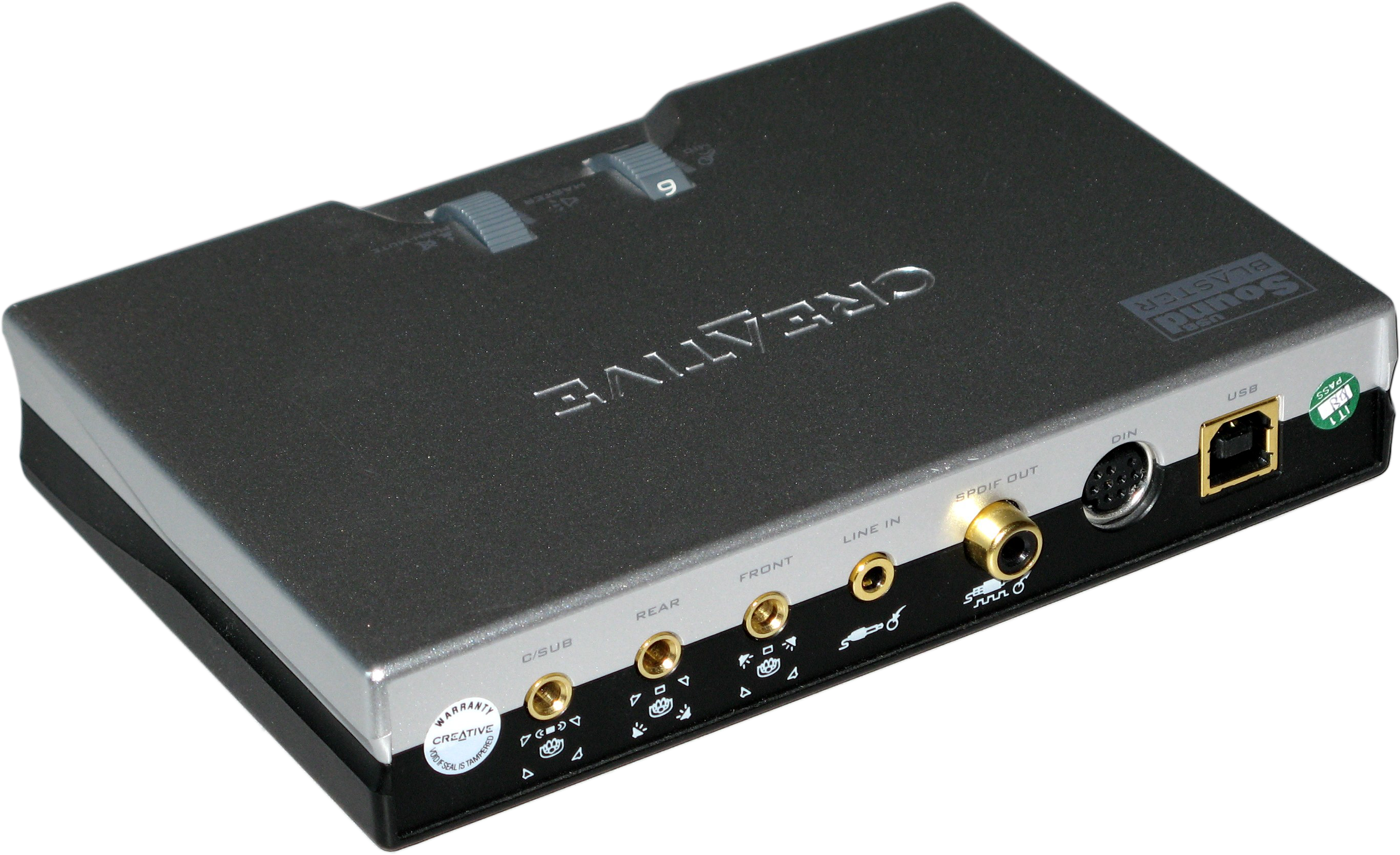
externe USB-Soundkarte von Creative
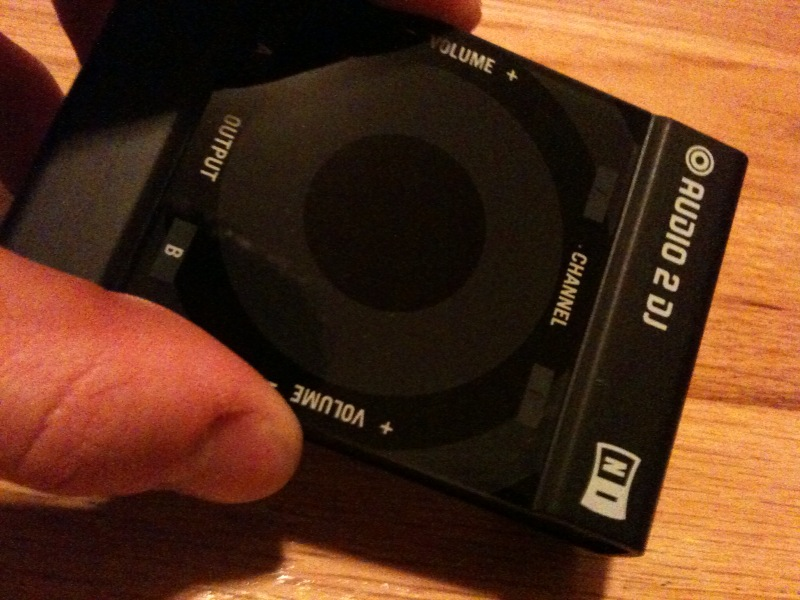
2009: Native Instruments (externes USB-Gerät)
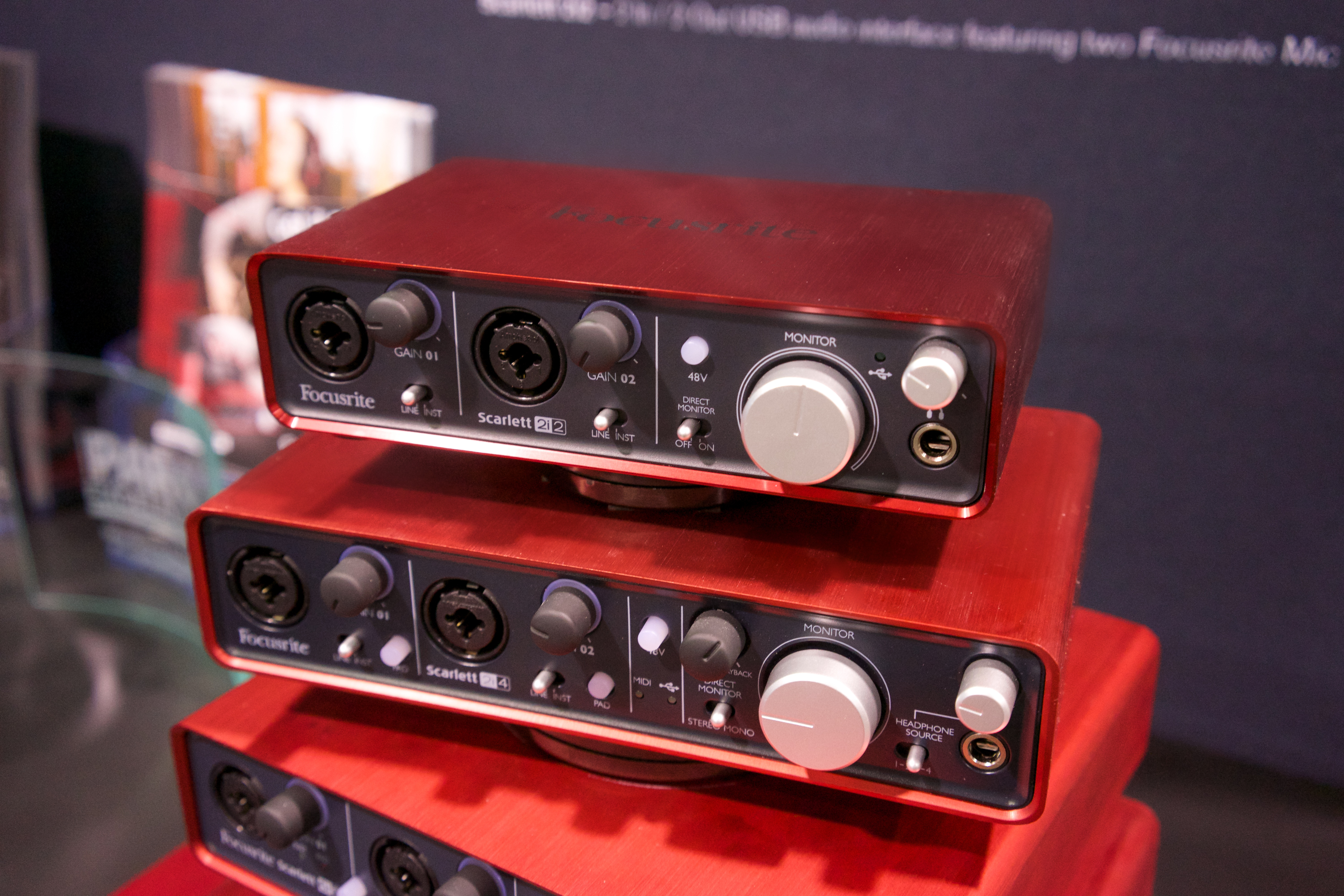
2014: Focusrite Scarlett (externes USB-Gerät)

## Aufbau

### Soundprozessor
Basis einer Audiosignal-Verarbeitung im PC ist ein Audio-Codec-Chipsatz wie der oben erwähnte VIA Envy24, der Daten und Steuersignale des Computerzentralsystems seitens des Soundkartentreibers über ein Rechner-internes Bussystem (z. B. PCIe) entgegennimmt und einen kontinuierlichen Datenstrom in ein für einen D/A-Wandler verständliches Format, z. B. I²S übersetzt. Die analogen Audiosignale am Eingang werden von einem A/D-Wandler digitalisiert und an den Codec weitergegeben, der diese dann über ein Bussystem an den Treiber des Betriebssystems schickt. Beide Wandler sind bei Karten oft auf demselben Chip integriert. Moderne Onboard-Lösungen kommen sogar mit nur einem einzigen Bauteil aus.

### Ein- und Ausgänge
Ein- und Ausgänge existieren in unterschiedlichen Ausführungen: analog, digital oder als MIDI-Buchse.

#### Analog
Es gibt analoge Ein-/Ausgänge in Form von Klinkenbuchsen oder Cinchbuchsen. Bei modernen nicht-professionellen Karten, wie auch auf ATX-Hauptplatinen mit integriertem Soundchip oder bei den Audiobuchsen an der Frontseite moderner Computer, sind diese Steckbuchsen zusätzlich zu einem in der Regel eingeprägten Symbol nach internationalem Standard farblich gekennzeichnet (siehe auch Kennfarbe und PC System Design Guide).
| Farbe | Farbe   | Funktion                                                                        |
| ----- | ------- | ------------------------------------------------------------------------------- |
|       | rosa    | Eingang für Mikrofon (mono).                                                    |
|       | grün    | Line-Out / Ausgang für Kopfhörer- oder (Front-)Lautsprecher (stereo)            |
|       | blau    | Line-In / Eingang für AUX/externe Quellen (Stereo).                             |
|       | grau    | Ausgang für Seitenlautsprecher [engl. side speakers] (stereo)                   |
|       | orange  | Ausgang für Center- und Tiefbass-Lautsprecher [engl. center speaker, subwoofer] |
|       | schwarz | Ausgang für Rücklautsprecher [engl. rear speakers] (stereo)                     |

| Farbe | Farbe   | Funktion                                                                        |
| ----- | ------- | ------------------------------------------------------------------------------- |
|       | weiß    | Ausgang für Seitenlautsprecher [engl. side speakers] (stereo)                   |
|       | blau    | Line-In / Eingang für AUX/externe Quellen (Stereo).                             |
|       | rosa    | Eingang für Mikrofon (mono).                                                    |
|       | grün    | Line-Out / Ausgang für Kopfhörer- oder (Front-)Lautsprecher (stereo)            |
|       | schwarz | Ausgang für Rücklautsprecher [engl. rear speakers] (stereo)                     |
|       | orange  | Ausgang für Center- und Tiefbass-Lautsprecher [engl. center speaker, subwoofer] |

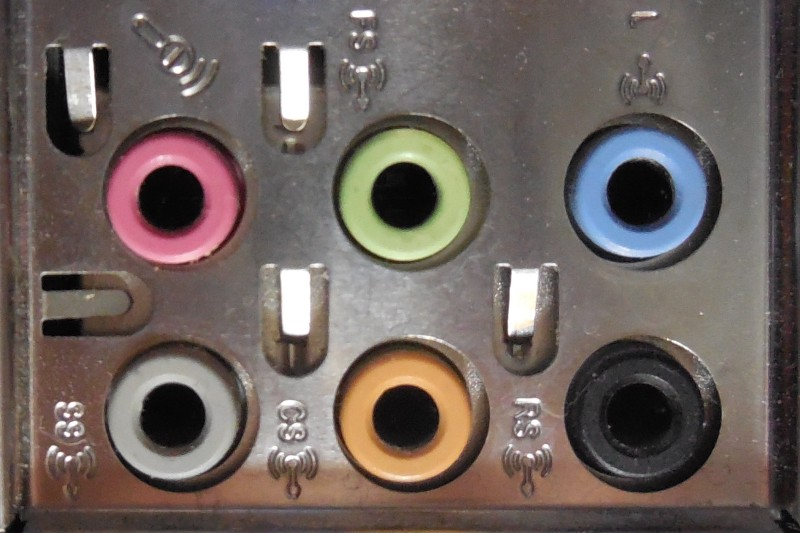
Standard-Anschlüsse eines integrierten Soundchips

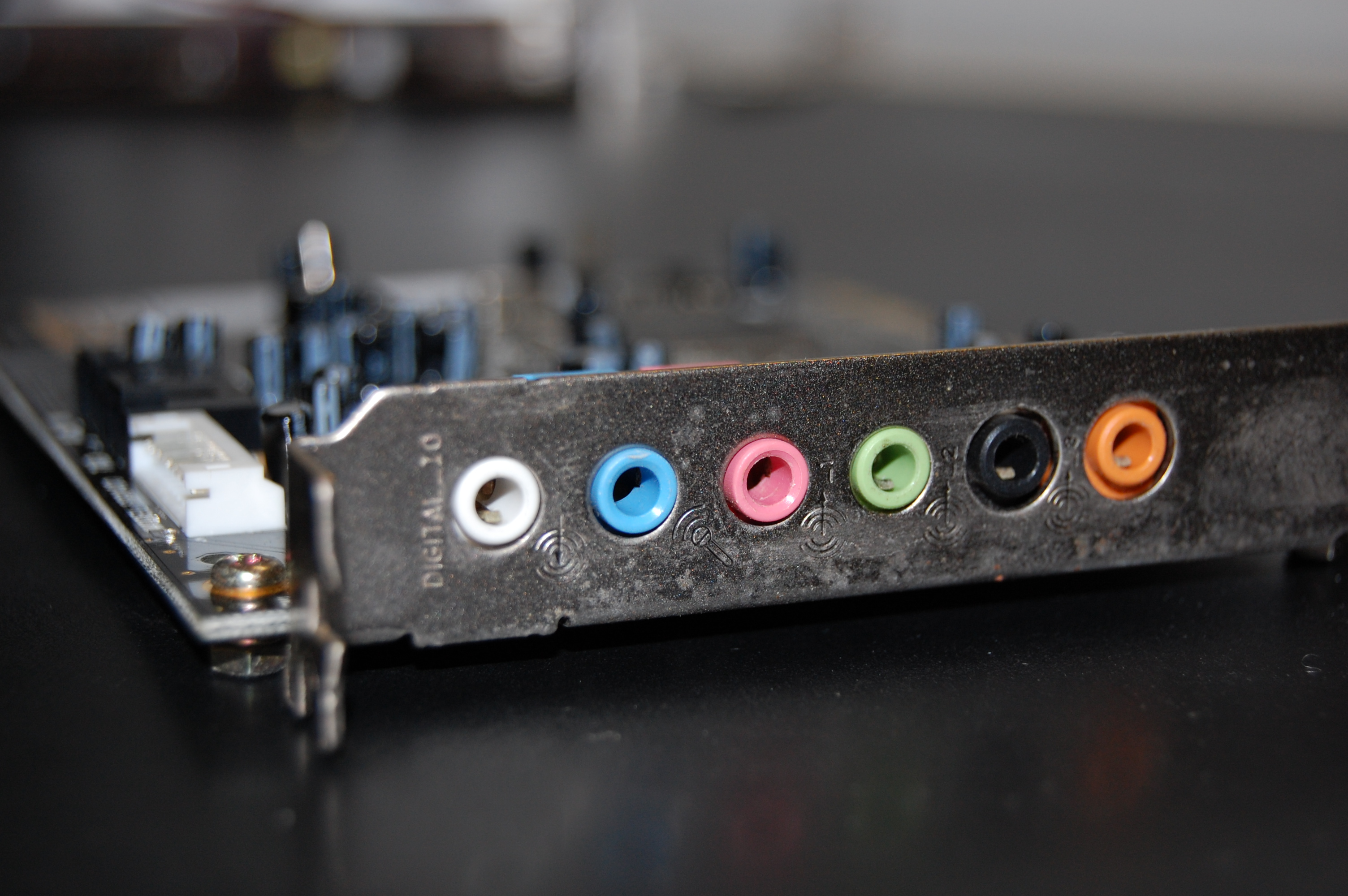
Farbcodierte Anschlüsse an einer Soundkarte (Jahr 2008)

Während bei nichtprofessionellen Karten die Klinkenbuchsen (außer dem Mikrofoneingang) üblicherweise für das Weiterleiten von Stereosignalen ausgelegt sind, wird bei professionellen Karten pro Klinkenbuchse nur ein Mono-Signal in symmetrischer Übertragungstechnik weitergeleitet.
Technische Daten der Audioeingänge:
- LINE-IN: Normpegel 1 Volt (je nach Soundkarte ±0,7 Volt bis zu |Uss| max. 2 Volt), Eingangswiderstand 20…70 kOhm
- MIC-IN: maximaler Eingangspegel je nach Soundkarte von 20 mV bis max. -100…+100 mV (siehe auch Mikrofoneingang)
- LINE-OUT: 1 Volt Normpegel (je nach Soundkarte ±0,7 Volt bis zu |Uss| max. 2 Volt, Quellwiderstand <50 Ohm bis 1 kOhm)
- AD/DA-Wandler Auflösung: bis 32 Bit,[8]
- Samplingrate: variabel bis zu 192 kHz (je nach Soundkarte)

Samplingraten von 44,1 bzw. 48 kHz sind zur Wandlung in Niederfrequenz-Signale (Hörgrenze 20 kHz) gemäß dem Abtasttheorem hinreichend – höhere Samplingraten bringen bei Audiosignalen kaum Qualitätsgewinn. Allgemein kann bei der A/D-Wandlung (Digitalisierung) eine Überabtastung Sinn ergeben, wenn im Signal relevant hohe Anteile >20 kHz enthalten sind, weil diese nicht ausreichend herausgefiltert werden konnten und sie erhalten werden sollen, wie z. B. bei Rechtecksignalen.

##### CD-ROM-Analog-Eingang

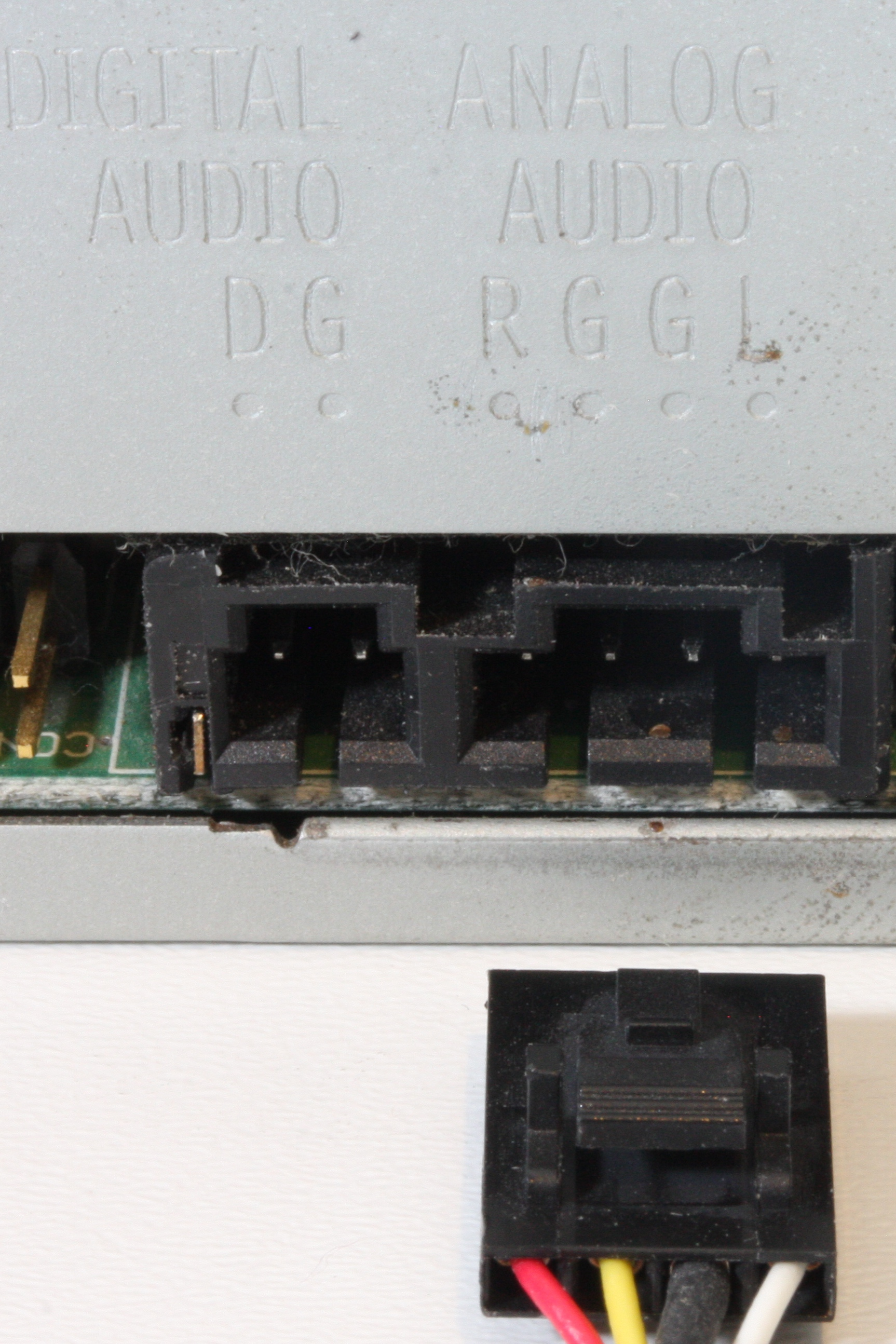
Analoger Audio-Ausgang eines internen CD-ROM-Laufwerks

Viele CD-ROM-Laufwerke für den PC sind auch eigenständige Audio-CD-Abspielgeräte. Einige interne 5,25″-Laufwerke aus den 1990er Jahren hatten sogar eine eigene Play-Taste und auch später besitzen fast alle internen optischen Laufwerke einen 3,5-mm-Kopfhörer-Klinkenanschluss an der Vorderseite. Bei eingelegter Audio-CD kann entweder per Software oder mit der ▶-Taste die Wiedergabe gestartet werden, der im Laufwerk eingebaute D/A-Wandler gibt den Ton analog über die Front-Klinke und über den internen Ausgang weiter. Dies funktioniert ohne Zutun des Rechners und ist damit vollkommen unabhängig von der CPU des PCs. Damit die Ausgabe auch über die an der Soundkarte angeschlossenen Boxen funktioniert, muss das CD-ROM-Laufwerk an der Rückseite per Audio-Kabel mit der Soundkarte verbunden werden, wobei es unterschiedliche Standards gibt. Weil diese Art der Tonausgabe ohne zusätzliche Belastung des Prozessors funktioniert, nutzen einige Computerspiele dieser Zeit eine Mixed-Mode-CD: Nur die erste Spur enthält dabei Daten, wie etwa das Installationsprogramm. Wenn das Spiel von der Festplatte gestartet wird, kommt die Spielemusik von den Audiospuren der CD. Fehlt diese, verweigert entweder das Computerspiel den Start oder es gibt einen einfacheren Ersatz, meist in Form von Musik aus einer MIDI-Datei.
Soundkarten als auch Hauptplatinen mit Onboard-Audio-Chips besitzen daher häufig eine der unterschiedlichen 2-, 3- oder 4-Pin analogen Audio-Buchsen, die oft mit CD_IN bezeichnet sind. Durchgesetzt hat sich schließlich der 4-Pin-Anschluss mit RGGL-Belegung rechter Kanal -  Masse - Masse - linker Kanal.

##### Mikrofoneingang
Die Mikrofoneingänge einfacher Soundkarten oder onboard-„Soundkarten“ sind in der Regel nicht ausreichend empfindlich, um Signale von dynamischen Mikrofonen (oft unter 1 mV) genügend gut wiedergeben zu können.
Nach AC’97-Standard liegt hinter dem Mikrofoneingang ein 20-dB-Vorverstärker (Spannungsverstärkung also 10-fach).
Elektretmikrofone mit eingebautem Impedanzwandler liefern zwar ausreichenden Pegel (einige 10 mV), benötigen jedoch – sofern sie keine eigene Spannungsversorgung haben – eine sogenannte Tonaderspeisung.
Hierzu liefert bei AC’97-kompatiblen Soundkarten (siehe AC’97-Standard: Mikrofonanschlussproblematik) der mittlere Ring der Klinkenbuchse des Mikrofoneinganges über einen Widerstand (ca. 1…2 kOhm) eine Spannung (5 Volt). Die Spitze des Mikrofon-Klinkensteckers kontaktiert den Mikrofon-Signaleingang.
- zweipolige Elektretmikrofone können den mittleren Ring mit dem Kontakt an der Spitze (Signaleingang) verbinden und arbeiten so auf den Widerstand im PC als Arbeitswiderstand (siehe hierzu Emitterschaltung)
- Elektret-Mikrofon-Lösungen für besseren Störabstand sieben diese oft störungsbehaftete Spannung zunächst und verwenden einen eigenen Arbeitswiderstand.
- Mono-(Mikrofon-)Klinkenstecker schließen die Tonaderspeisung schadlos kurz

Die Tonaderspeisung nach AC’97 kann wegen der geringen Spannung nicht als Phantomspeisung für die Verstärker von Kondensatormikrofonen dienen und ist mit 5 Volt auch geringer als die T-12-Norm (12 Volt) einer „richtigen“ Tonaderspeisung.
Dynamische Mikrofone mit Stereo-Stecker oder symmetrischem Klinkenstecker werden durch die auf wenige Milliampere strombegrenzte Spannung dieser Tonaderspeisung zwar nicht geschädigt, benötigen jedoch meist einen externen Mikrofonvorverstärker.

#### Digital
Soundkarten können auch digitale Ein-/Ausgänge für Audio- und MIDI-Signale besitzen.

##### MIDI und Gameport

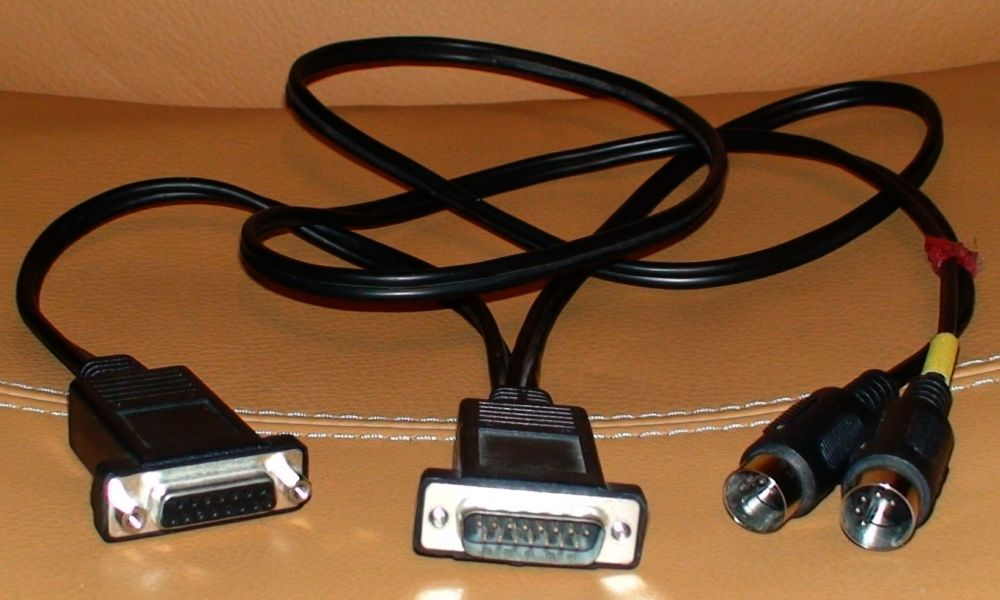
MIDI-Kabel für den Gameport der Sound-Blaster-Karte AWE von Creative

Manche Soundkarten enthalten auch einen Gameport, meist mit MIDI-Anschluss auf derselben Buchse. Die Datenübertragung über den Gameport funktioniert bei Verwendung als Gamecontroller (z. B. Joysticks oder Gamepads) analog, bei Verwendung als MIDI-Anschluss digital. Früher war dieser Gameport auf fast allen Soundkarten vorhanden, bei den meisten modernen Soundkarten wird darauf verzichtet, da neuere Gamecontroller in der Regel über die USB-Schnittstelle an den Computer angeschlossen werden und Windows ab Vista den Gameport nicht mehr unterstützt.

##### S/PDIF / AES
Manche Soundkarten enthalten ein Sony/Philips Digital Interface (S/PDIF, Kabel oder Lichtwellenleiter). Dieses ist entweder in optischer oder koaxialer Form ausgeführt. Professionelle Systeme verwenden das AES/EBU-Format mit einem XLR-Stecker. Dieser darf aber nicht mit einer analogen XLR-Verbindung verwechselt werden. Über die Schnittstelle kann ein Stereosignal übermittelt werden. Für Senden und Empfangen benötigt man jeweils eigene Buchsen.

##### ADAT
Soundkarten für Tonstudioanwendungen haben oft ein ADAT-Interface über das bis zu 8 Kanäle (4 Stereokanäle) gleichzeitig in einer Richtung übertragen werden. Verwendet wird hier eine optische TosLink-Schnittstelle. Manche Karten sind zwischen 8-Kanal und 2-Kanal S/PDIF Betrieb umschaltbar.

##### TDIF
Ebenso sind bei manchen Karten das TDIF-Interface zu finden. Hierbei können 16 Kanäle gleichzeitig in beide Richtungen übertragen werden können. Verwendet wird hier eine leitungsgebundene Kabel-Schnittstelle.

#### Anschlusserweiterungen

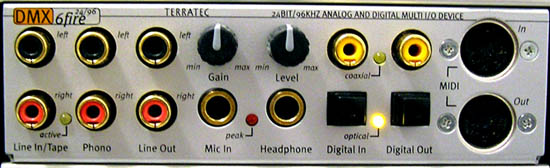
Front der Breakout-Box einer Soundkarte (2006)

Dem begrenzten Platz auf einem Slotblech wird bei manchen Modellen mit zusätzlichen Kabelpeitschen (einem speziellen Kabel mit vielen Anschlussmöglichkeiten, das den Joystick-Port belegt) oder einer „Breakout Box“ (einem Zusatzmodul in Form eines Einschubs für einen 5,25″-Schacht oder eines externen Gehäuses) begegnet.
Manchmal wird auch eine zusätzliche Slotblende verwendet, die im Gehäuseinneren mittels eines Kabels mit Anschlüssen auf der Soundkarte verbunden wird.

### Sonstige Erweiterungen
Soundkarten, welche über eine eigene Klangerzeugung verfügen, sind vereinzelt mit Wavetable-Modulen erweiterbar.

## Klassifizierung
Qualitativ unterscheiden sich Wandlerkarten durch die mögliche Bit-Auflösung (Wortbreite, 8 Bit, 16 Bit oder 24 Bit), maximale Abtastrate (z. B. 22, 44, 96, 192 oder 384 kHz), Rauschverhalten, Frequenzgang, Abschirmung gegen rechnerinterne Störsignale und die maximale Anzahl der Kanäle.
Viele Soundkarten unterstützen verschiedene Soundausgabestandards wie EAX, DTS-ES, oder ASIO. Normale heutige Soundkarten verfügen zudem im Gegensatz zu den Onboard-Varianten über einen Beschleunigerchip, der der CPU einiges an Rechenarbeit abnimmt. Einige Billig-Soundkarten verzichten jedoch darauf.

### Consumerkarten

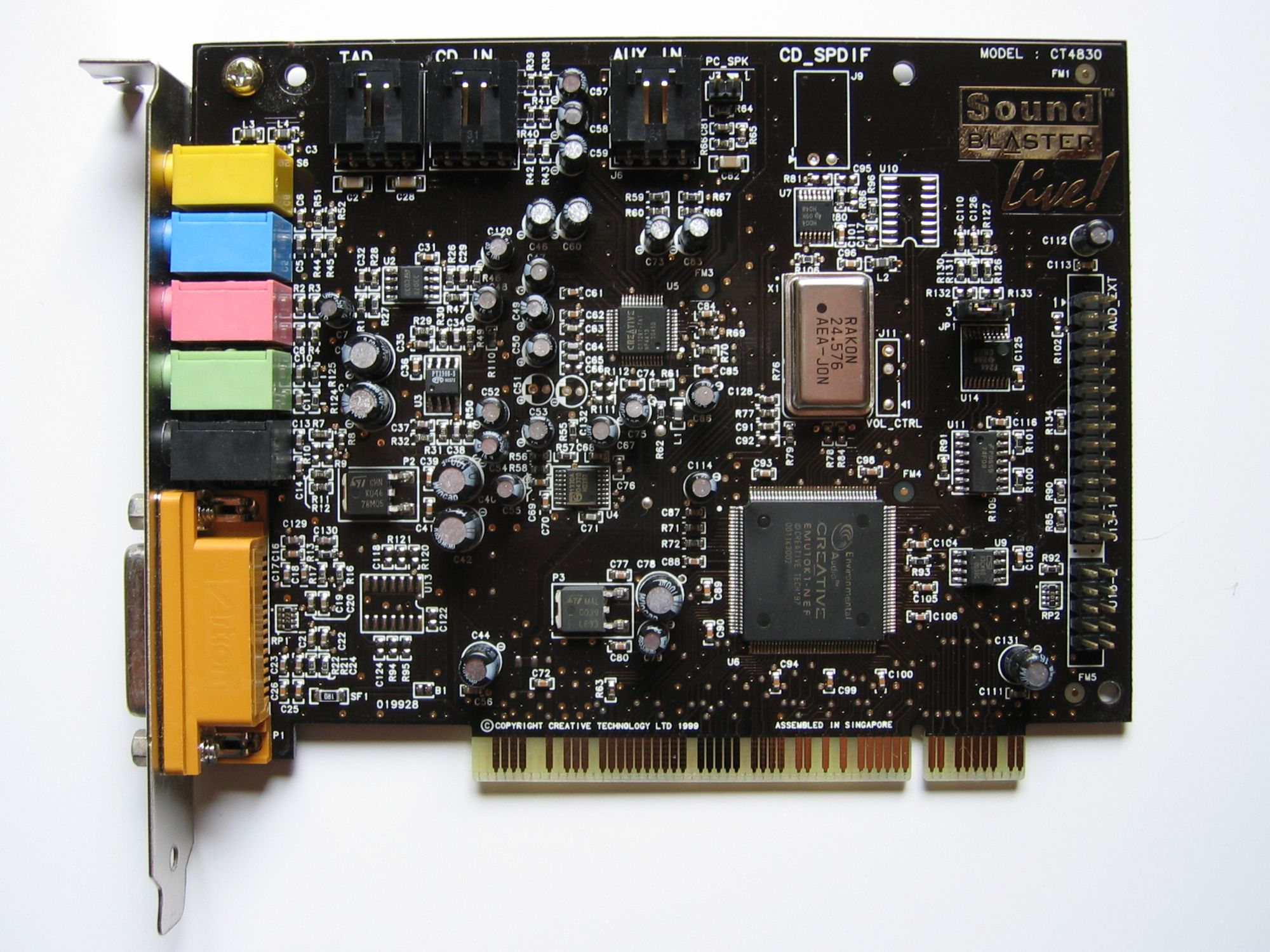
Einfache PCI-Soundkarte

Bis etwa Ende der 1990er Jahre enthielten diese Karten oft noch einen FM-Synthesizer-Chip, der das Abspielen von elektronischer Musik durch Klangsynthese und ohne die Nutzung von Samples (digitalisierten Klängen) ermöglichte, was Rechenbedarf und Speicherverbrauch im PC stark verringerte, aber auch weniger flexibel war als die Sample-basierte Wiedergabe. Der nächste die Klangqualität verbessernde Schritt war die Implementierung einer einheitlichen Schnittstelle zur Erweiterung der Soundkarte mittels Wavetable.
Aufgrund stetig steigender Rechenleistung und Speichergröße erfolgt die FM- oder Wavetable-Synthese heute softwareseitig mittels Software-Synthesizern. Dadurch wurden FM-Synthesizer-Chip wie auch Wavetable-Erweiterungs-Option weitestgehend unnötig.

### Professionelle Karten

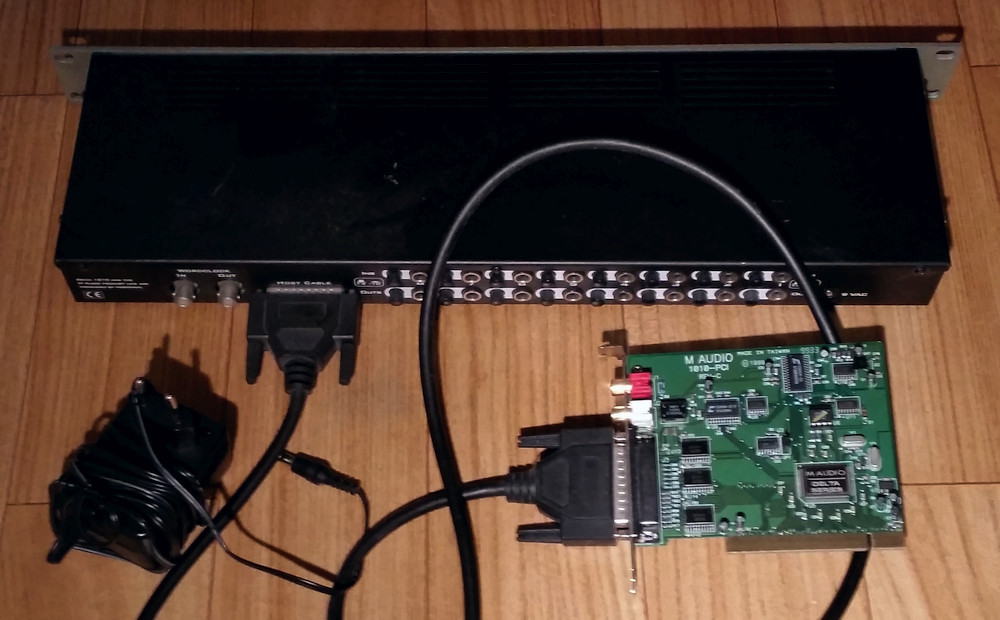
M-Audio delta 1010 Audio Interface mit externen Wandlern

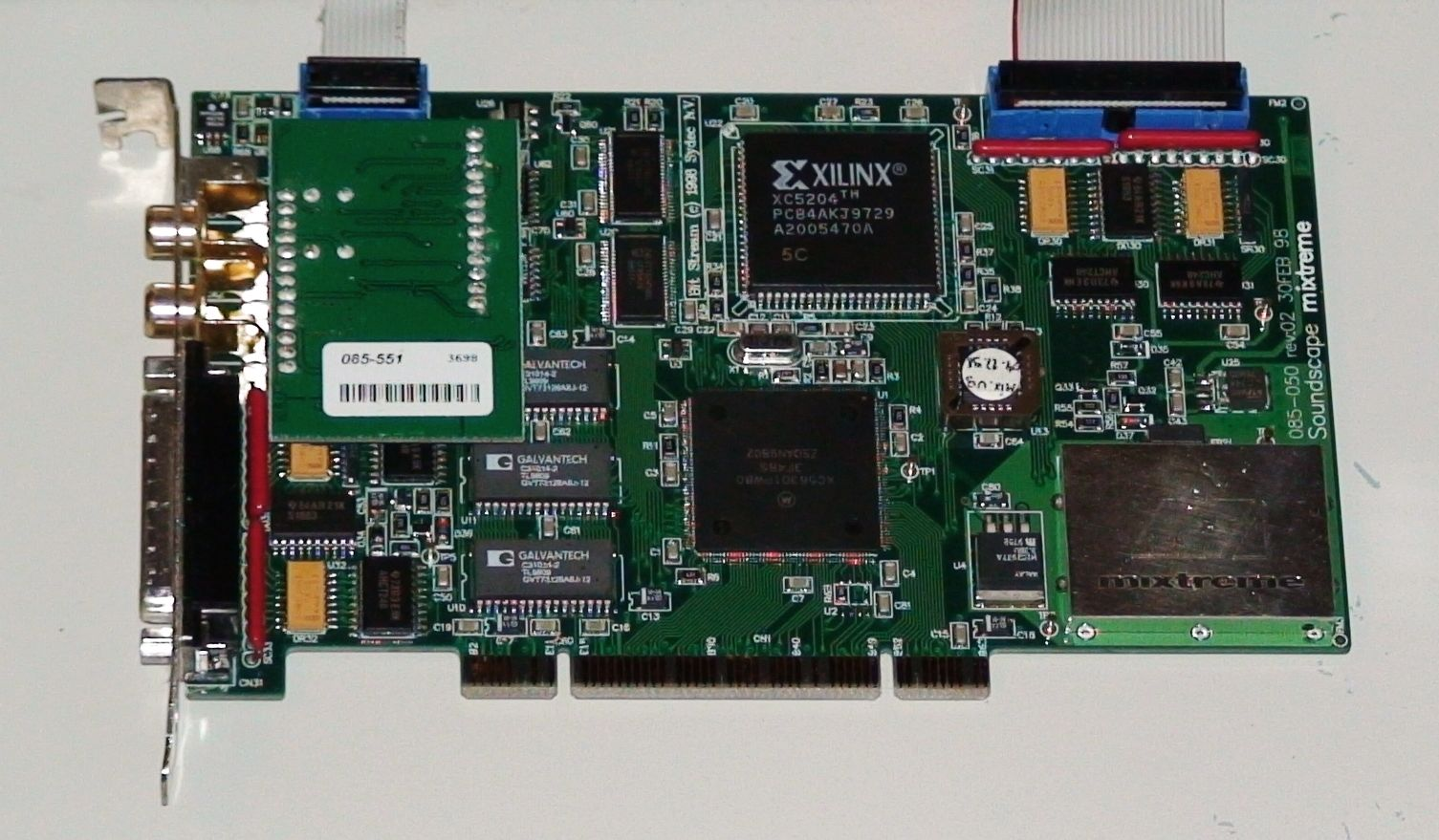
Soundscape Mixtreme PCI-Karte mit TDIF-Anschluss und integriertem DSP-Chip

Professionelle Karten, die in Tonstudios und DAWs zum Einsatz kommen, werden auch als Recordingkarten oder Audio Interface bezeichnet. Solche Karten können zumeist mehrere Kanäle getrennt aufnehmen, was beispielsweise bei Schlagzeugaufnahmen oder gleichzeitiger Aufnahme mehrerer Musikern bzw. Schallquellen nötig ist. Sie können grundsätzlich full-duplex arbeiten, also gleichzeitig wiedergeben und aufnehmen. Das ermöglicht z. B. das Einschleifen von externen physischen Effektgeräten in das Produktionssetup. Außerdem werden höherwertige A/D- und D/A-Wandler verwendet als bei Consumer-Soundkarten. Zudem wird beim Layout der Platine auf die Besonderheiten der EMV Rücksicht genommen und die analogen Schaltungsteile passend abgeschirmt. Die Qualität des aufgenommenen Signals steht in diesem Marktsegment im Vordergrund; der auf Consumer-Soundkarten übliche Gameport für den Anschluss eines Joysticks ist bei professionellen Karten nicht vorhanden. Die sonst im Multimedia Bereich im Gameport realisierte MIDI-Schnittstelle ist in professioneller Form ausgeführt. Ebenso sind Consumer-Effekte wie Karaoke-Funktionen oder 3D-Simulation für Spiele (z. B. EAX) meistens nicht vorhanden.
Zur Vermeidung von Störgeräuschen durch elektromagnetische Felder im Inneren des Rechners werden die A/D- und D/A-Wandler bei einigen Systemen in externen Gehäusen untergebracht, beispielsweise als Breakout Box. Des Weiteren erlauben die Treiber solcher Audio-Interfaces in der Regel ein frei definierbares Routing der ein- und ausgehenden Signale. Die Treiber unterstützen zudem von sich aus Softwareschnittstellen mit niedriger Latenz, wie ASIO/EASI/GSIF etc. und bieten Funktionen an wie z. B. latenzfreies Vorhören. Diese Treiber werden für die Hardware optimiert können somit deutlich performanter und flexibler sein als Standard-Interfaces von Windows und Softwareadapter (z. B. Asio4All). Ebenso sind hochwertige Mikrofonvorverstärker mit Phantomspeisung oder Eingänge für Instrumente (High-Z) zur professionellen Musikproduktion integriert. Häufig existieren neben analogen und digitalen Ein- und Ausgängen im S/PDIF-Format auch mehrkanalige digitale Audioschnittstellen im ADAT sowie AES/EBU oder (seltener) TDIF und/oder MADI, über die man die Karte mit externen Wandlern und digitalen Mischpulten verbinden kann.
Einige Modelle (so zum Beispiel das im professionellen Bereich weit verbreitete Pro Tools/TDM-System) sowie die Systeme von Universal Audio, Sonic Core/Creamware, Solid State Logic und Soundscape enthalten außerdem DSP-Chips, welche die gesamte Bearbeitung und Zusammenmischung der Datenströme samt komplexen Effekten und Instrumenten direkt auf der Karte gestatten und somit den Hauptprozessor des Rechners nicht belasten. Die Karten können dadurch völlig autark arbeiten; die Effekte und die Mischeinstellungen werden lediglich durch die PC-Software eingestellt, somit steht der Großteil der CPU-Leistung für eine schnelle Benutzeroberfläche (GUI), Hintergrunddienste und Steuerbefehle (Controller-Automatisierung und Parametersteuerung) und für das Betriebssystem zur Verfügung, so dass das System für den Anwender bedienbar und reaktionsschnell bleibt.

### Soundchip auf der Hauptplatine

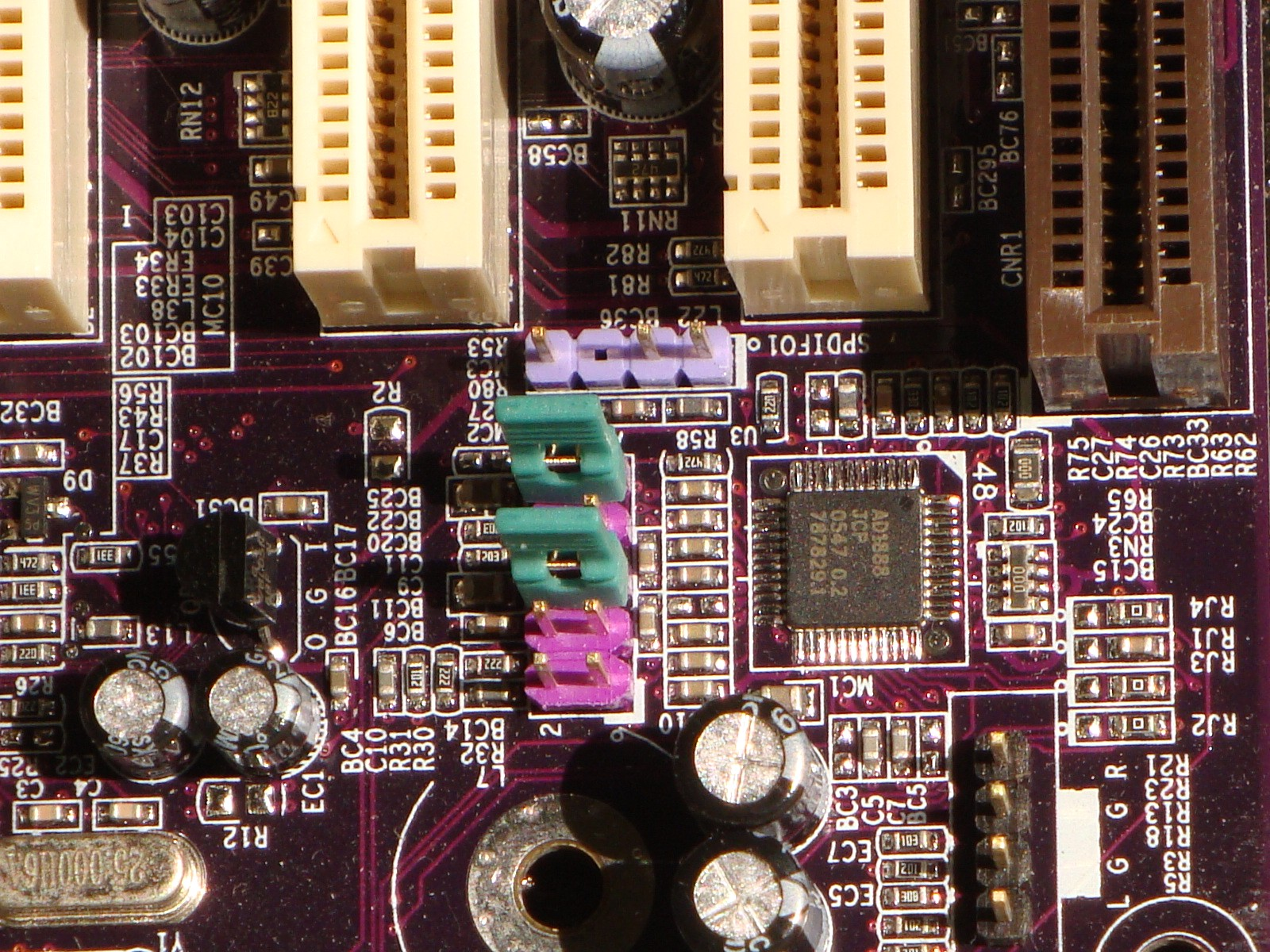
AnalogDevices AD1888 AC’97

Erste Versuche, auf IA-32-kompatiblen Hauptplatinen einen Soundchip zu integrieren („onboard sound chip“), wurden Ende der 1990er Jahre unternommen. Dabei handelt es sich um Hauptplatinen mit dem Super-Sockel-7 für AMD K6-2-Prozessoren oder dem Slot 1 für Intel Pentium-II-Prozessoren. Bei diesen Soundchips handelt es sich um ISA-PnP-Geräte, deren Konfiguration sich mitunter problematisch gestaltete. Die Funktionalität dieser ersten Soundchips beschränkte sich auf Stereo-Audiowiedergabe und Eingänge für Line-pegel und Mikrofon, wobei insbesondere der Mikrofoneingang oft wegen starker Störeinstrahlungen praktisch nicht nutzbar ist. Die Aufnahme- und Wiedergabequalität kann maximal auf „Stereo 44,1 kHz 16-Bit“ eingestellt werden. Außerdem wurde eine MIDI-/Gameport-Schnittstelle bereitgestellt.
Auf der Hauptplatine integrierte Onboard-Soundchips, die meist dem AC’97-Standard entsprachen, verdrängten zusätzliche Soundkarten in deren grundlegenden Funktionen zunehmend. Bei diesen Soundchips handelt es sich um PCI-Geräte, was die Konfiguration gegenüber einer ISA-PnP-Variante vereinfacht. Anfangs boten Onboard-Soundchips nicht mehr Funktionalität als vergleichbare ISA-PnP-Soundkarten, mit dem ab 2004 verfügbaren HD-Audio wurden aber weitere Funktionen hinzugefügt und auch die Qualität verbessert. Je nach Umsetzung bieten Onboard-Soundchips seither 7.1-Audiowiedergabe, Eingänge für S/PDIF, Hochpegel und Mikrofon, sodass für die meisten Anwendungen keine zusätzliche Soundkarte mehr benötigt wird. Die früher übliche MIDI-/Gameport-Schnittstelle ist hingegen weggefallen. Zum Aufrüsten, wenn etwa eine zweite Soundkarte benötigt wird oder für Systeme ohne integriertem Soundchip, z. B. ältere PCs oder Embedded-PCs, haben sich dedizierte Soundkarten erhalten. Auch im professionellen und audiophilen Markt existieren weiterhin spezialisierte Soundkarten, die z. B. eine bessere Qualität erreichen und/oder mehr Funktionen bieten, etwa Schnittstellen wie beispielsweise ein MIDI-Port.

### Externe Audiogeräte

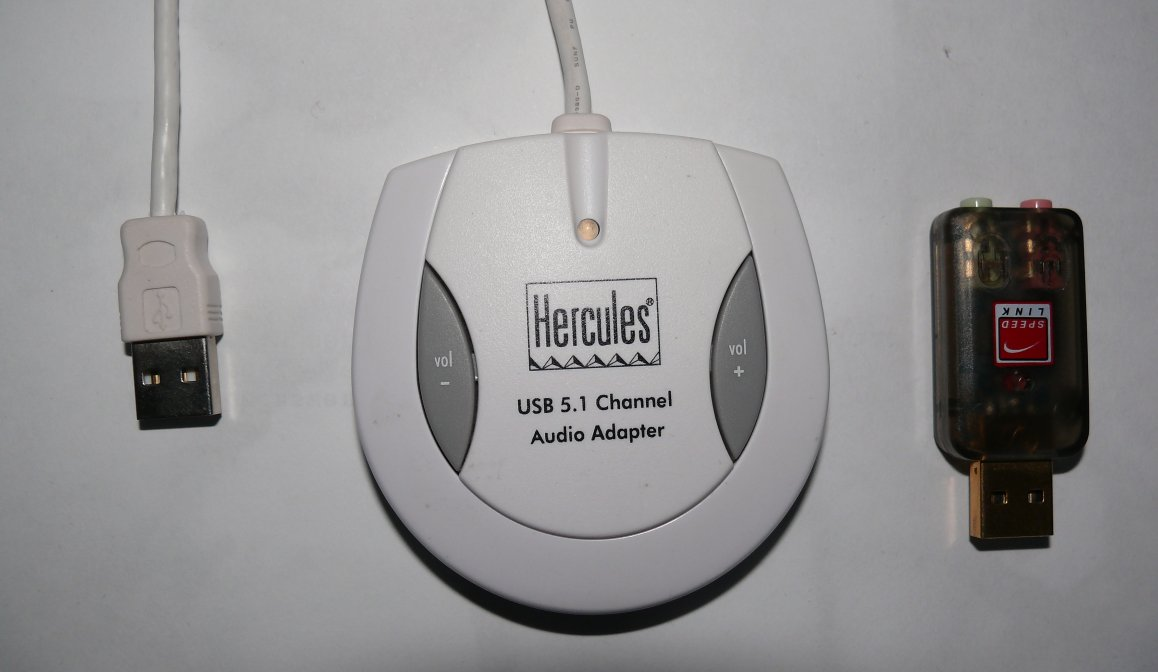
USB-Soundkarten mit und ohne Kabel

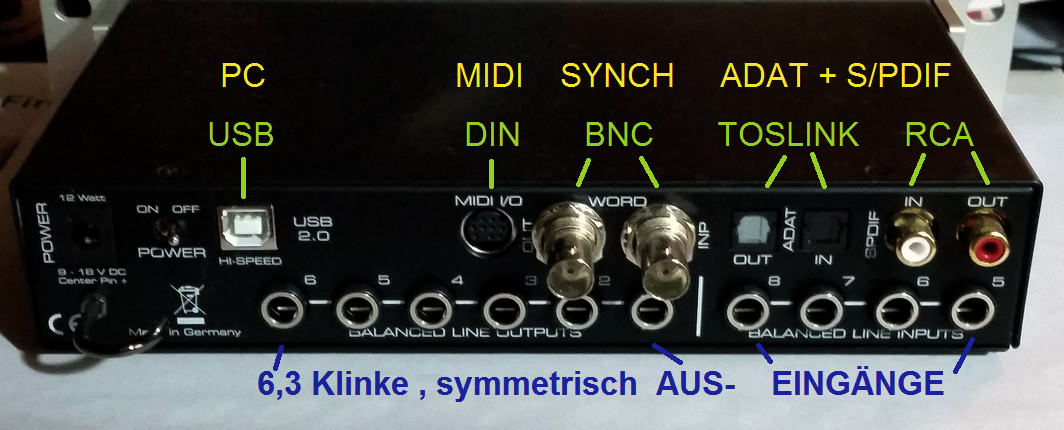
Rückseite eines professionellen Audio-Interfaces mit Anschlüssen für PC, MIDI, S/PDIF und ADAT

Obwohl oft auch als Soundkarte bezeichnet, handelt es sich bei externen Audiogeräten nicht mehr um Erweiterungskarten (wie es in der ursprünglichen Bedeutung von Soundkarte enthalten war), sondern um völlig eigenständige Geräte. Externe Lösungen bieten noch mehr Unabhängigkeit von Betriebssystemen und (dedizierten) Treibern, da sie beispielsweise per USB oder FireWire mit dem PC verbunden werden und dabei die definierten Standards der Schnittstelle nutzen, etwa die entsprechende USB-Geräteklasse.
Einfache Sound-Ein/Ausgaben sind mit günstigen USB-Soundkarten möglich, oftmals als USB-Stick in Größe und Form, die in etwa dieselben Leistungen wie Onboard-Soundkarten bieten. Bei besseren Modellen sind auch hier zur Vermeidung von Störungen alle wichtigen Elektronikkomponenten in einem externen Gehäuse untergebracht und bieten, im Vergleich zu Onboard-Soundchips, weitere Funktionen sowie zusätzliche Anschlüsse. Nicht selten werden externe Soundkarten auch mit Verstärkern kombiniert.
Bei professionellen Systemen ist die Elektronikplatine meist von höherer Qualität, besitzt mehr Lagen und eine eigene Stromversorgung und es stehen professionelle Anschlüsse wie word clock, symmetrische Analogeingänge und Erdungsoptionen zur Verfügung. Teilweise müssen diese nicht mehr unbedingt an den PC angeschlossen werden, um zu funktionieren.
Für eine direkte Verbindung mit dem PC müssen Audiogeräte weiterhin über den Datenbus angeschlossen werden, entweder als Steckkarte oder extern über Thunderbolt bzw. USB-C. Dafür werden nach wie vor gerätespezifische Treiber benötigt. Bei Profisystemen sind diese vom Hersteller oft speziell für die Hardware optimiert und entsprechend leistungsfähig.

## Hersteller (Auswahl)
Consumer-Hardware
- AdLib
- Analog Devices
- Asus
- Club 3D
- Creative Labs
- Gravis
- Guillemot Corporation
- Nvidia
- Philips
- Realtek
- TerraTec
- VIA Technologies

Professionelle Soundkarten/Audiointerfaces
- Akai
- Apogee Electronics
- Avid / Digidesign
- Behringer
- Focusrite
- M-Audio
- MOTU (Mark Of The Unicorn)
- Native Instruments
- RME
- Roland
- Steinberg
- Universal Audio
- Yamaha